# Липсий, Юст
Ю́ст Ли́псий (лат. Justus Lipsius, нидерл. Joost Lips; 18 октября 1547, Оверейсе — 24 марта 1606, Лёвен) — нидерландский гуманист, историк, филолог, знаток классической латыни, философ, основоположник неостоицизма. Известен авторитетными изданиями латинской прозы, в особенности Тацита (1574, 1581) и Сенеки (1605). Его издания классиков служили эталоном для многих поколений классических филологов. Большинство его сочинений публиковалось издательством Плантена в Антверпене.
Проявив незаурядные способности с раннего детства, с 12-летнего возраста Юст Липсий обучался в иезуитском коллегиуме в Кёльне, а затем в Лувенском университете. Некоторое время служил в Риме у кардинала Гранвеллы. В 1572—1574 годах служил профессором истории в Йенском университете, приняв лютеранство; в 1578—1591 годах служил в Лейденском университете, перейдя в кальвинизм; после возвращения в католицизм с 1592 года и до смерти служил профессором Лувенского университета. Смена конфессий и связь с Орденом иезуитов вызывала противоречивое отношение современников к нему, но все противоборствующие стороны Реформации и Контрреформации старались использовать его наследие в своих целях.
К началу XXI века Юст Липсий стал восприниматься как один из наиболее влиятельных философов и политических авторов конца XVI—XVII веков, предвосхитивших, отчасти, идеи глобализма. Он теоретически разработал новые принципы политического сознания Нового времени. Этико-политическая система, представленная в трактате «Политика» (1589), последовательно рассматривала взаимосвязь фундаментальных этических основ государственной жизни и политической практики. Его важнейшей задачей было создание универсальной внеконфессиональной и внепартийной политической системы. В своей политической системе Липсий разрабатывал вопросы общественного сознания и воздействия на него (включая репутацию властей). Важное место в жизни государства учёный отводил религии как форме общественного сознания, во многом ответственной за поддержание в государстве стабильности. Липсий выступал за систему государственной религии, защищая при этом свободу совести.

## Биография

### Кёльн, Лувен, Рим, Вена (1547—1572)

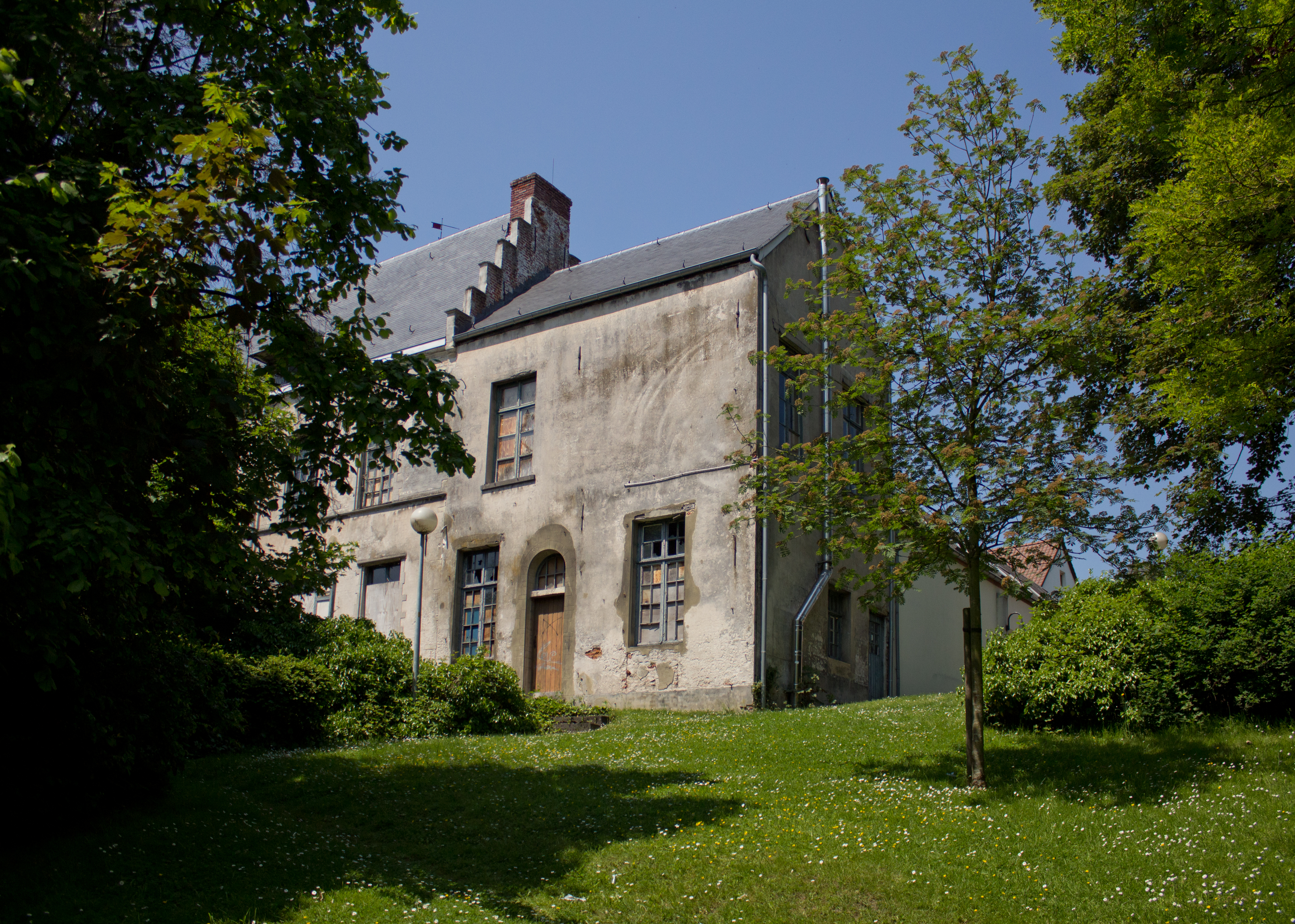
Дом в Оверейсе, в котором родился будущий гуманист. Фото 2013 года

Йост Липс родился в католическом семействе, принадлежавшем к уважаемому патрицианскому роду. Отец будущего гуманиста был мэром деревни Оверейсе, расположенной между Брюсселем и Лувеном. Далее семейство перебралось в Брюссель, в котором глава семьи получил должность. С 1553 года Йост, рано проявивший незаурядные способности, получал первоначальное образование в приходской школе, а с 1557 года — в латинской школе в Ате (провинция Эно), где по традиции латинизировал имя. В 1559 году, в 12-летнем возрасте его определили в Bursa Nova Tricoronata в Кёльне — это была одна из трёх коллегий факультета свободных искусств Кёльнского университета. Школа к тому времени перешла под управление Ордена иезуитов и стала крупнейшей общиной этого ордена к северу от Альп. Иезуиты поменяли схоластические порядки коллегии и стали культивировать гуманитарные дисциплины, Липсий оказался в одном из первых выпусков, обучавшихся по новой программе. В автобиографическом письме 1600 года он упоминал, что «отцы из Общества Иисуса… обучили меня риторике и философии… В 1563 году меня привлекли литература и древности, вкус и любовь к которым внушил мне в Кёльне Герард Кемпийский, учитель греческого языка». Через три года после начала обучения в Кёльне ректор коллегии отец Леонард Кессель отмечал, что Липс «юноша великого дарования, хороший поэт, оратор и знаток греческого; в нём виден будущий хороший философ».
В автобиографии Липсий утверждал, что когда он захотел вступить в иезуитский орден, родители забрали его из Кёльна и в 16-летнем возрасте определили в Лувенский университет. Однако из письма ректора коллегии 1562 года генералу Общества Иисуса известно, что 29 сентября Юст был принят в ряды Ордена, причём это было сделано с дозволения его отца. 19 июня 1564 года, когда Липс получил степень бакалавра искусств, он сложил с себя обеты и вернулся домой. Одной из возможных причин была эпидемия чумы в Кёльне. В Лувенский университет он был зачислен 14 августа 1564 года и формально состоял в нём до 1572 года. По настоянию родителей он стал изучать право, но не слишком преуспевал. В течение 1565—1566 годов он лишился обоих родителей, а наследство позволило ему перейти в Коллегию трёх языков и всецело посвятить себя античной филологии. В автобиографии он упоминал профессоров Корнелиуса Валерия и Петра Нанния. Впрочем, он отдал дань и обычным студенческим развлечениям того времени. В круге его общения были и будущие иезуиты, особенно сын испанского купца Мартин Дельрио (лат. Martinus Antonius Delrio, 1551—1608), который впоследствии сыграет ключевую роль в его возвращении в лоно Католической церкви.

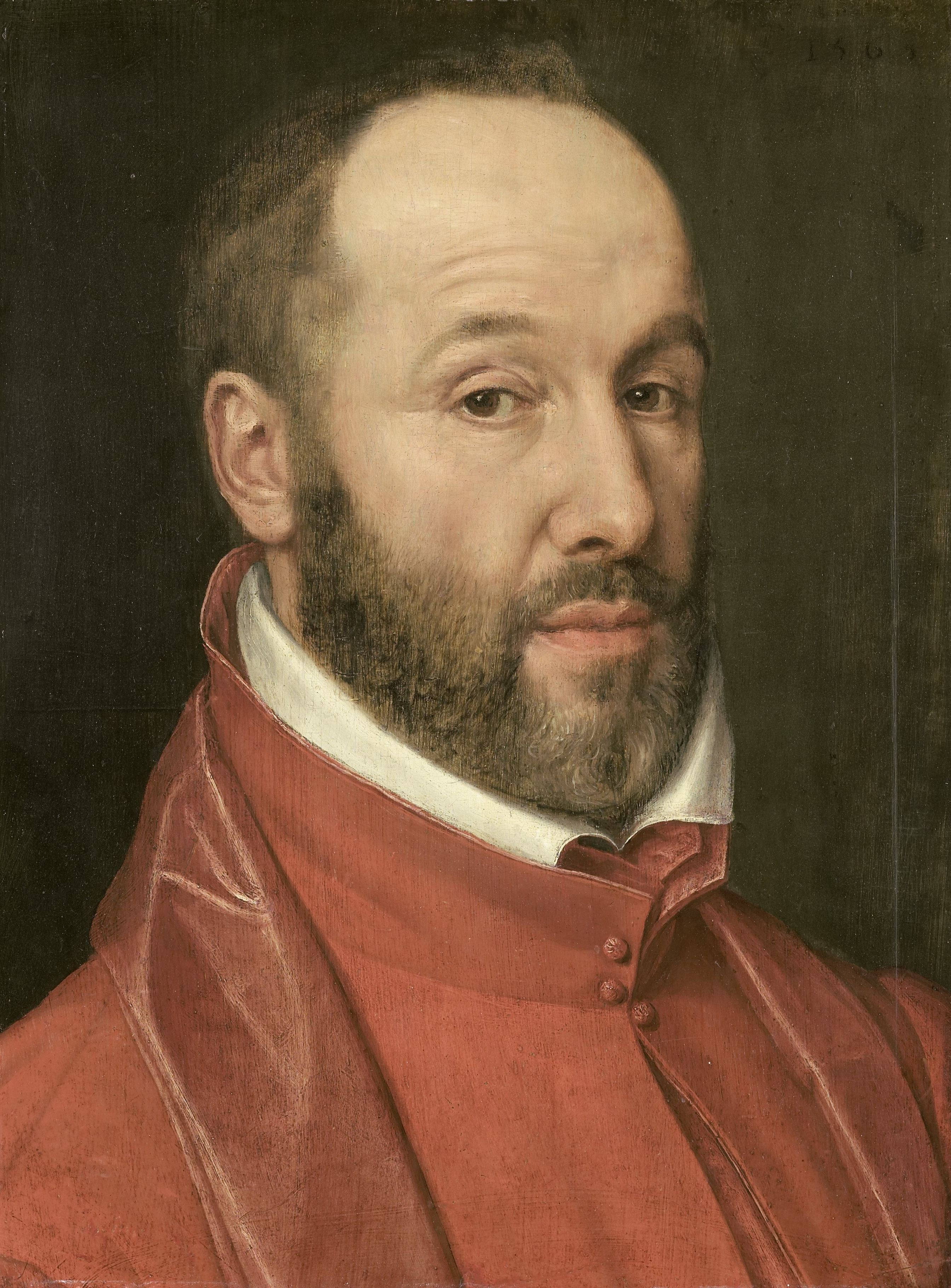
Кардинал Антуан де Гранвелла

Уже в 1569 году увидела свет первая его книга Variarum lectionum libri IIII — сборник 81 эссе с филологической критикой античных текстов. Первый труд Липсия был посвящён кардиналу Гранвелле. В посвящении проявилось недовольство молодого учёного режимом герцога Альбы: он разделил государственных деятелей на два типа:

«…Один их род — те, кто приносят пользу отечеству светом своего дарования и благоразумия, пользуются высшим авторитетом в Сенате и у лучших людей; другой род — те, кто ревностно служат государству не столько разумом, сколько оружием и войной».
Посвящение имело и практическое предназначение: разгульная студенческая жизнь истощила полученное наследство, а для получения степени и места требовалось окончить образование. Нидерландские друзья — и прежде всего издатель Христофор Плантен — рекомендовали его кардиналу, и в августе 1568 года Липсий отбыл в Рим. В автобиографии это путешествие было охарактеризовано как «peregrinatio Academica» (то есть «академическое путешествие»). В мае 1569 года он был принят при дворе кардинала Гранвеллы и получил должность секретаря по латинской переписке. Жалованье было невелико, но служба позволила ему познакомиться с римскими гуманистами и войти в их круг, заниматься археологией, работать в крупнейших библиотеках католического мира (включая Ватиканскую) и учиться у Марка Антуана Мюре, который был поклонником латыни «серебряного века» (то есть эпохи Сенеки и Тацита, а не Цицерона и Ливия). Под его влиянием Липсий занялся греческим языком. Общался он и с Фульвио Орсини, чьи труды также печатались у Плантена. В мае 1570 года Липсий покинул Рим, но Мюре он писал, что благодаря «благоразумию друзей» совершенно обеспечен финансами и может жить, где пожелает. Видимо, по совету Мюре он намеревался продолжить обучение в Париже, но по указу герцога Альбы подданные Испанских Нидерландов не имели права учиться за пределами испанских владений. По этой причине Липсий вернулся в Лувен и 23 октября 1571 года получил степень бакалавра римского и канонического права. После получения степени, в конце 1571 года он отбыл в Вену, где друзья Плантена — лейб-медики императора Максимилиана II — должны были устроить Юсту Липсию аудиенцию. Поездка оказалась неудачной, но в автобиографии Липсий описывал её как «маленькое путешествие» (от дома его отделяло 1200 км) и жаловался на «наглость наместников и солдат» на родине. Существует также версия, что поспешный отъезд объяснялся его преследованием за любовную связь с Анной ван ден Калстере, женой домовладельца. Юст Липсий обычно не преувеличивал, говоря о себе, поэтому исследователи склонны доверять собственным суждениям о крайне разгульной жизни учёного в этот период.
Отъезд из Вены также был внезапным: он даже не попрощался с друзьями, ограничившись запиской. Далее он побывал в Праге и Лейпциге, откуда переехал в Йену, где быстро получил место профессора истории в местном лютеранском университете. Как установил К. Эненкель, Липсий принял решение обосноваться в Йене, ещё находясь в столице Священной Римской империи, поскольку там находились герцог Саксен-Веймарский (ярый противник кальвинизма и католицизма) и ректор университета проповедник Т. Хесхузен. Одной из их целей был поиск профессора истории; эта кафедра к тому времени пустовала 8 месяцев. Получение места было в известной степени авантюрой: предъявить воинствующим лютеранам книгу с посвящением кардиналу Гранвелле он не мог, поэтому Юст Липсий солгал, что преподавал в Бургундии (в действительности он был там на защите диссертации одного из друзей), и заявил, что у него полностью готово новаторское издание Тацита. Ему также следовало зарекомендовать себя как лютеранина, поэтому Липсий посетил Иоахима Камерария, имевшего большое влияние в Йене. Встреча прошла в Лейпциге, и все необходимые рекомендации были получены.

### Йенский университет: лютеранство (1572—1574)

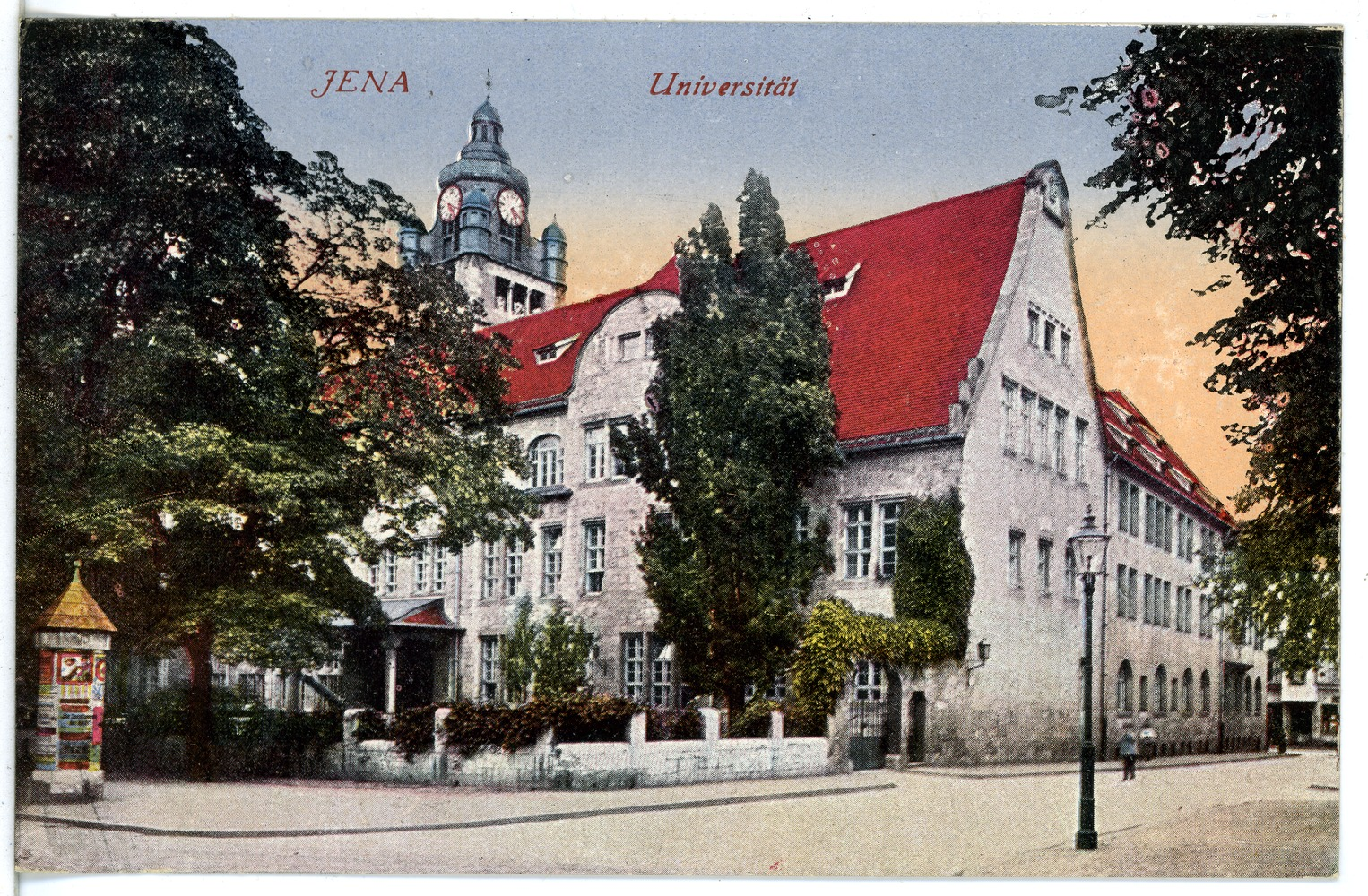
Здание Йенского университета. Открытка 1919 года

15 сентября 1572 года датированы прошение ректору Йенского университета о зачислении на должность и письмо в Сенат университета. В последнем Липсий писал о «свирепой тирании» испанцев, вынудившей его искать пристанища вдали от дома. Характерны были также ссылки на «истинное благочестие» (vera pietas), то есть лютеранство, приверженцем которого Липсий объявил себя. В письме герцогу Иоганну Вильгельму от 14 октября упоминалось испытание чистоты веры Липсия, который успешно его прошёл; герцог удостоил его награды в 100 флоринов. 23 октября Липсий официально стал членом философского факультета и профессором истории и риторики. Его цикл лекций по Тациту открывается автобиографией, в которой описаны его путешествия по Франции, Германии и Италии, что объяснялось волей покойных родителей. Пребывание в Риме было подано как толчок к обращению в истинную веру — лютеранство:

«В тех местах, где я находился некоторое время, жуткий зверь папизма (immanis illius Pontificiae bellua) творил множество явных злодеяний, и я видел следы его гнусностей; истинно скажу, что и одно размышление об этом ещё прежде склонило меня к истинной религии, выводящей из тьмы на свет, из заблуждений к истине, из смерти к жизни; в этой клоаке пороков (sentina vitiorum) и скопище всех преступлений (colluvio omnium scelerum) я с Божьей помощью впервые узрел свет Евангелия и, наблюдая столько мерзостей, познал, что такое истинная добродетель»
На присуждении магистерских степеней 26 июля 1573 года Юст Липсий произнёс «Речь о двойном согласии» (Iusti Lipsi de duplici concordia oratio non prius édita), опубликованную в Цюрихе в 1600 году. В первой части речи оратор говорил о согласии в университете, а во второй — в церкви. Здесь он проявил себя как ярый защитник Аугсбургского исповедания, позволив себе яркие инвективы против Римской церкви, именуя её «блудницей с наглой шайкой пурпуроносцев» (Romana meretrix, cum illo impuro grege Purpuratoruni). Профессор в красках описал Варфоломеевскую ночь, обвинив понтифика в подстрекательстве, а Лютера и Меланхтона воспевал как «божественных героев» (divini heroes), выводящих из «тьмы папских суеверий» к свету Евангелия. Впоследствии Липсий был вынужден отмежеваться от йенской речи, особенно после того, как она стала активно продаваться на Франкфуртской книжной ярмарке. Ян Моретус — наследник Плантена и друг Липсия — даже попытался скупить значительную часть тиража и уничтожить его. В 1613 году речь была занесена в «Индекс запрещённых книг» с пометкой, что она приписывалась Липсию ложно.
Ввиду того, что Липсий никогда не примыкал к радикалам и оппозиционерам, после изгнания Августом Саксонским лютеран-ригористов из Йены в 1573 году, он один из немногих сохранил место в университете. В том же году произошёл скандал: Липсий не мог предъявить Сенату университета диплома магистра, отсутствие которого объяснял статусом беженца. Однако, когда ректор и Сенат пытались провести его на пост декана, его противники обратились к герцогу. Профессор тогда изменил тактику и заявил, что степень магистра получил ещё в Кёльне, но диплома так и не получил из-за войны. Герцог с этим согласился, и в первом семестре 1573 года Юст Липсий получил пост декана. Летом того же года в Кёльне профессор встретился с Анной ван ден Калстере, которая к тому времени овдовела, и женился на ней. Однако Анна была убеждённой католичкой и, располагая собственным состоянием, категорически отказалась следовать за мужем. Липсий рассчитывал, что она одумается, и ждал в Йене полгода. В марте 1574 года он сдался и отказался от места в университете. Впрочем, X. Ф. Бушери и Л. ван дер Эссен полагали, что проблемы в частной жизни были лишь предлогом: Липсий не желал делать выбор между радикальным и умеренным лютеранством и включаться в партийную борьбу.

### Возвращение на родину (1574—1577)

Титульный лист издания Тацита в перепечатке 1648 года

В 1574 году новый наместник Нидерландов дон Луис де Рекесенс объявил амнистию и упразднил «Кровавый совет», но вплоть до 1575 года Липсий жил с женой в Кёльне. Здесь он закончил работу над изданием Тацита, которое было в 1574 году опубликовано Плантеном в Антверпене. Филолог думал заинтересовать этим изданием австрийского императора, тем более, что он скомпрометировал себя в глазах как католиков, так и протестантов. Характерно, что он не пытался наладить контакта с иезуитами, пользуясь веротерпимостью в городе. Издание «Анналов» и «Истории» Тацита Липсий посвятил императору Максимилиану II, а том малых трудов — лейб-медику протестанту Иоганну Самбуке. Издание вызвало хвалебные отзывы в «Республике учёных» и отчасти сохраняет своё научное значение и в XXI веке. Приглашения от императора не последовало, монарх ограничился подарком в 30 флоринов. Липсий в ожидании ответа подготовил ещё одно исследование — «Antique lectiones», посвящённое Томасу Редигеру, меценату, входящему в круг корреспондентов Плантена. Однако карьерных выгод не удалось добиться и в этом случае.
В результате Липсию пришлось воспользоваться амнистией и вернуться в Брабант. Несмотря на утверждения в «Автобиографии» о тоске по родине, в действительности Юст Липсий рассчитывал или получить место, соответствующее его способностям, или жить на средства жены. В начале 1575 года он переехал в родовой дом в Оверейсе, однако вскоре перебрался в Лувен из-за страха перед разбойниками и дезертирами. В январе 1576 года он, наконец, удостоился магистерской степени и получил должность приват-доцента, преподавателя истории. Однако события «Испанской ярости» в ноябре 1576 года поставили карьеру Липсия под вопрос. В одном из писем он прямо писал, что «кораблю Белгики грозит крушение». По-видимому, он думал вернуться в Йену и возобновил переписку с Эллингером, ставшим к тому времени наставником наследника престола. Вскоре была опубликована антикатолическая речь в честь покойного герцога, причём с согласия самого Липсия. В апреле 1577 года в его переписке впервые появляется идея перебраться в протестантскую Голландию. 5 сентября 1577 года Янус Дауса, первый куратор Лейденского университета, официально пригласил Липсия.

### Лейденский университет: кальвинизм (1578—1591)
К приглашению Липсия в Лейден, возможно, был причастен и Плантен, который в то время тесно работал с представителями Вильгельма Оранского и исполнял его заказы. После разгрома при Жамблу 31 января 1578 года создалась угроза для Лувена, который был захвачен испанцами 4 февраля. Не дожидаясь погрома, Юст Липсий уехал в Антверпен, а оттуда через Брюгге в Лейден. Главным мотивом бегства, по-видимому, было опасение религиозных и политических чисток. Действительно, испанские власти собирались конфисковать библиотеку учёного, но этому помешал Мартин Дельрио. Липсий в частной переписке выказывал удивление, что помощь ему пришла из стана врага.

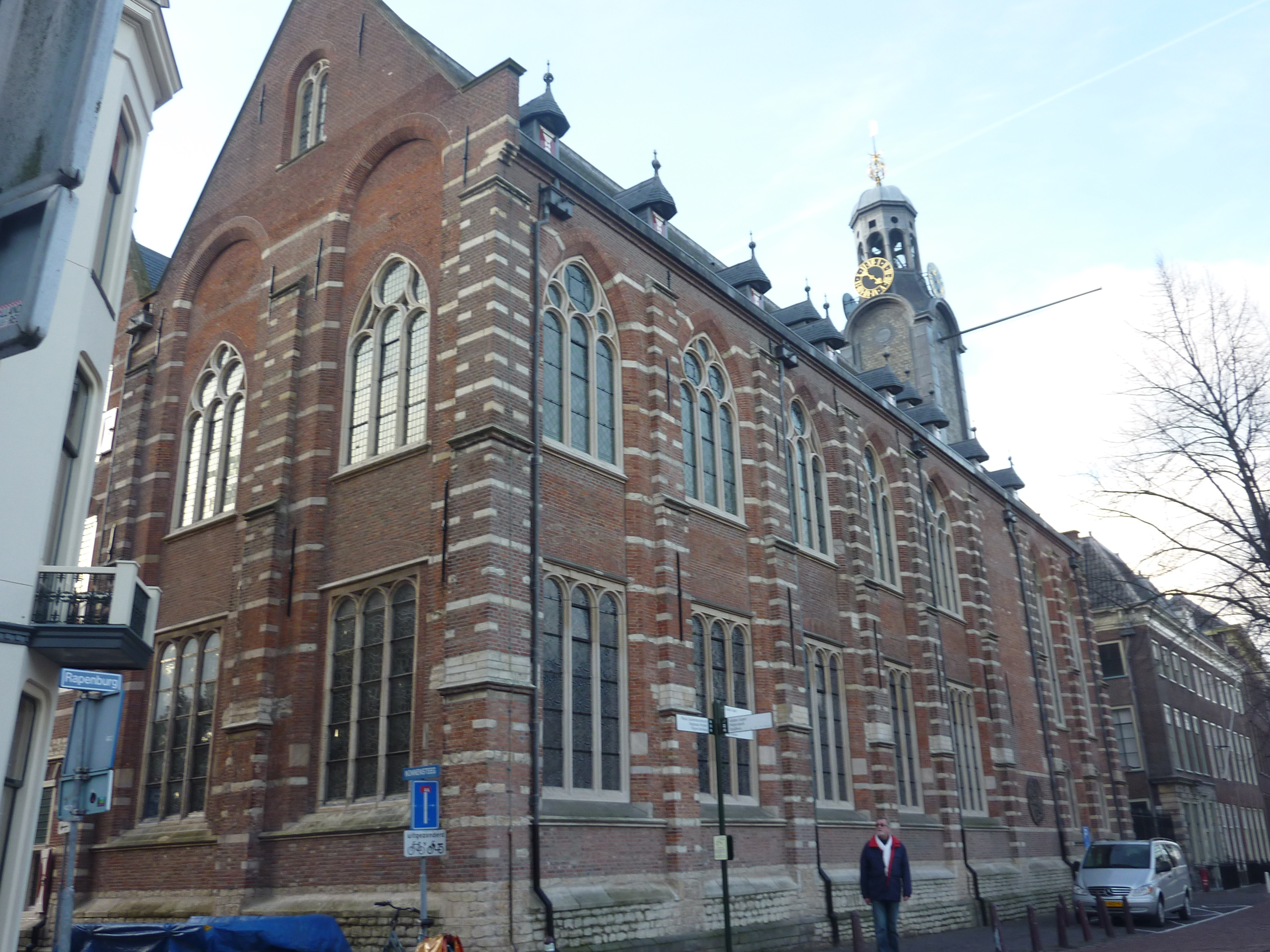
Лейденский университет

5 апреля 1578 года Липсий был официально назначен профессором истории и права. Сам он, по-видимому, считал это назначение временным, но в результате он провёл в Лейденском университете 13 лет, в течение которых написал свои самые популярные сочинения. Ко времени приезда Липсия религиозная борьба в значительной степени ослабела — это мешало привлекать студентов, но в официально кальвинистском учебном заведении профессору пришлось ещё раз поменять веру. Впрочем, в отличие от Йены, от него не требовалось религиозного рвения, и не было попыток вторжения в его личные убеждения. За 13 лейденских лет он четырежды избирался ректором университета. Уже в феврале 1579 года Вильгельм Оранский назначил его вице-канцлером после выбора из трёх кандидатур, предложенных университетским Сенатом. Эта должность была политической: вице-канцлер возглавлял университетский суд (независимый от государственного), отвечал за дисциплину и осуществлял связь между властями университета и Генеральными Штатами и лично штатгальтером. В октябре 1580 года на процессе Колхоса Липсий открыто выступил против вмешательства церкви в дела университета и управления вообще. В дальнейшем (не без участия английской стороны) радикальные кальвинисты усиливали власть, и в 1586 году Липсий запросил отставку по состоянию здоровья. Ему дали полугодовой отпуск для поправки здоровья в Спа, но из-за военных действий он так и не смог попасть на курорт. В ноябре 1586 года его вновь избрали вице-канцлером, после чего профессор начал написание «Политики». Обстановка накалялась, Ортелию он жаловался на ежедневные нападки, «особенно в области благочестия», а Христофор Плантен в частной переписке утверждал, что Липсий оставался в Лейдене против своей воли. «Политика» вышла в свет в 1589 году, и экземпляры её были разосланы многим правителя Германии и Скандинавии, а также лейб-медику Елизаветы Английской Ланселоту Брауну и даже (также через лейб-медика) императору Рудольфу II — единственному католику в списке адресатов. Вскоре сэр Филип Сидни пригласил Липсия в Англию, обещая «должный приём» со стороны королевы. В 1590 году «Политика» была занесена в «Индекс запрещённых книг» под рубрикой «пока не будет исправлено»; впрочем, это издание «Индекса» было быстро отозвано из-за кончины папы римского Сикста V.
Куратор университета и магистрат Лейдена премировали учёного 300 гульденами, дабы «издавать больше славных работ такого рода». Однако из-за того, что Липсий поддерживал идею государственной религии, Дирк Корнхерт обвинил его в проповеди преследования еретиков и оправдания инквизиции. При этом обвинительный памфлет был напечатан по-голландски, тогда как написанная по-латыни «Политика» адресовалась кругу немногих избранных. Магистрат Лейдена не стал вмешиваться, в отличие от магистратов Дордрехта и Делфта, которые запретили распространение памфлета Корнхерта. Друг Липсия — зять Плантена и глава университетской типографии — Франциск Рафеленг в письме от 5 сентября 1592 года утверждал, что Липсий окончательно обиделся на власти города и Генеральные Штаты. По свидетельству Рафеленга, на Липсия болезненное впечатление произвело убийство французского короля Генриха III. Далее он уверился в грядущем торжестве испанской монархии в Нидерландах и в её объединительной миссии в мире.

### Возвращение к католицизму. Лувен (1592—1606)

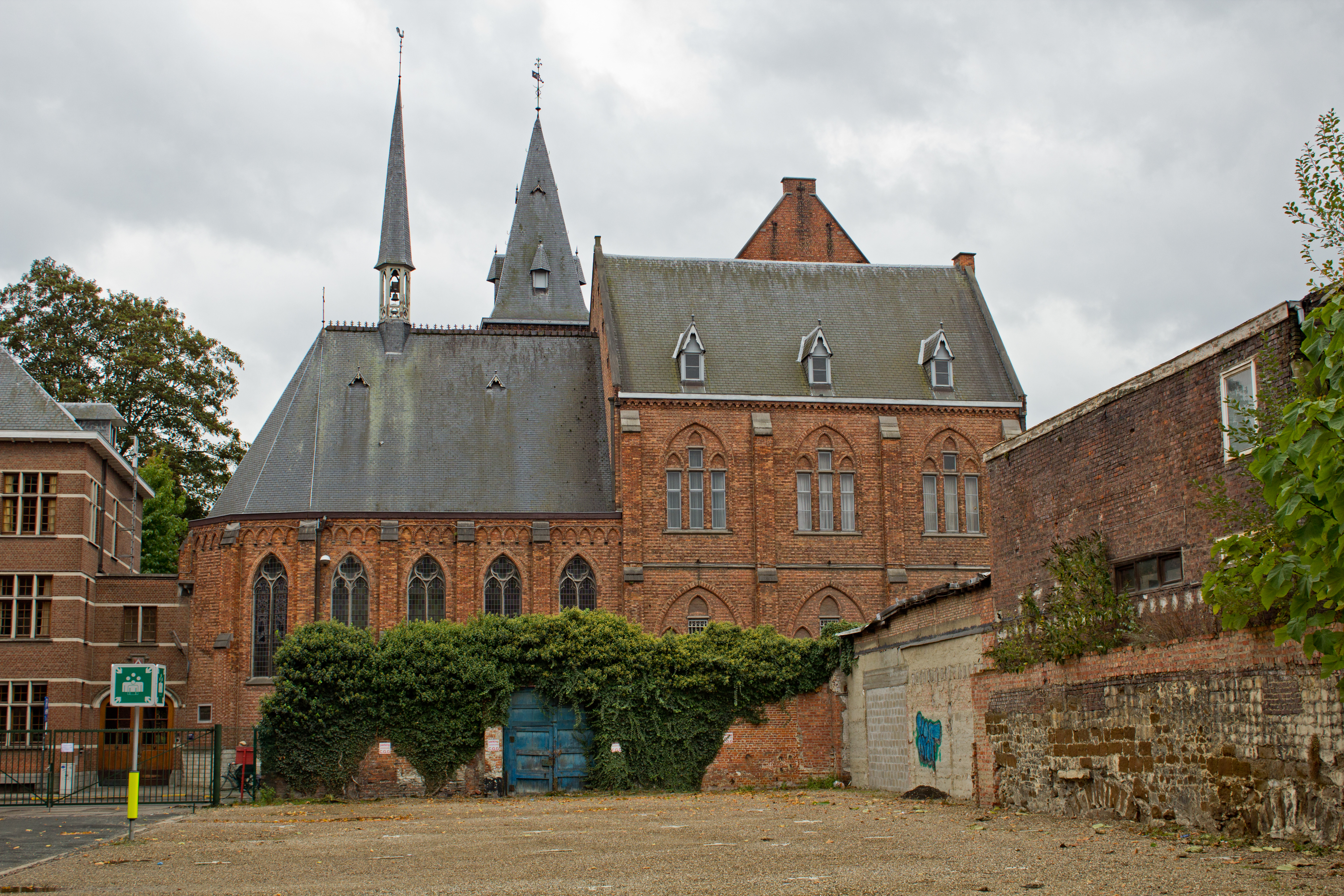
Одно из зданий Лувенского университета

Приняв решение покинуть Голландию, Липсий вновь оказался на распутье. Яну Моретусу и Ортелию он писал, что намерен обосноваться в Германии. Отъезд его был обставлен следующим образом: в марте 1591 года Липсий официально получил в Лейдене отпуск на три месяца и немедленно выехал в Майнц. 12 апреля он тайно перешёл в католицизм, церемония была проведена в иезуитской часовне. Своему давнему конфиденту Дельрио он сообщал 14 апреля: «милостью Божией вырвался я из сетей, в которые меня завлекли, и, целый и невредимый, прибыл в Германию к вашим Отцам». Мартин Дельрио организовал получение Липсием сертификатов ортодоксальности, для чего обратился к ректору иезуитской коллегии в Льеже Жоаннесу Кампису; Липсий же принёс обет повиновения иезуитам и даже переработал свои прежние сочинения в соответствии с указаниями ордена. У. Томас характеризовал это обращение как «бесстыдное».
1 июня Липсий прибыл в Спа и немедленно отправил кураторам Лейденского университета прошение об отставке по состоянию здоровья (откровенно сообщая в личной переписке, что использует болезнь лишь как предлог). Сенат университета предложил жене Липсия 25 двойных дукатов, чтобы она убедила его вернуться. В начале июля на курорт прибыл наместник Испанских Нидерландов дон Алессандро Фарнезе, но Липсий не захотел общаться с ним и переехал в Льеж, где прожил около года. К тому времени известия об отставке распространились по Европе и учёный получил множество предложений о работе из Германии и Италии, включая Болонский и Папский университеты. Великий герцог Тосканы Фердинанд I также приглашал учёного во Флоренцию и сулил щедрое содержание, от которого Липсий отказался, ссылаясь на нежелание жены покидать Нидерланды. Неожиданное приглашение пришло из Испании — бывший королевский духовник Ариас Монтано (давний сотрудник Плантена) предложил Липсию переехать к нему в Севилью, обращаться с ним как с сыном и сделать его своим наследником. Несмотря на отказ, Ариас Монтано прислал сертификат о благочестии, а в 1594 году заинтересовал судьбой Липсия королевского постельничьего Гарсиа де Фигероа, который исхлопотал для учёного пенсию и прислал подарок.

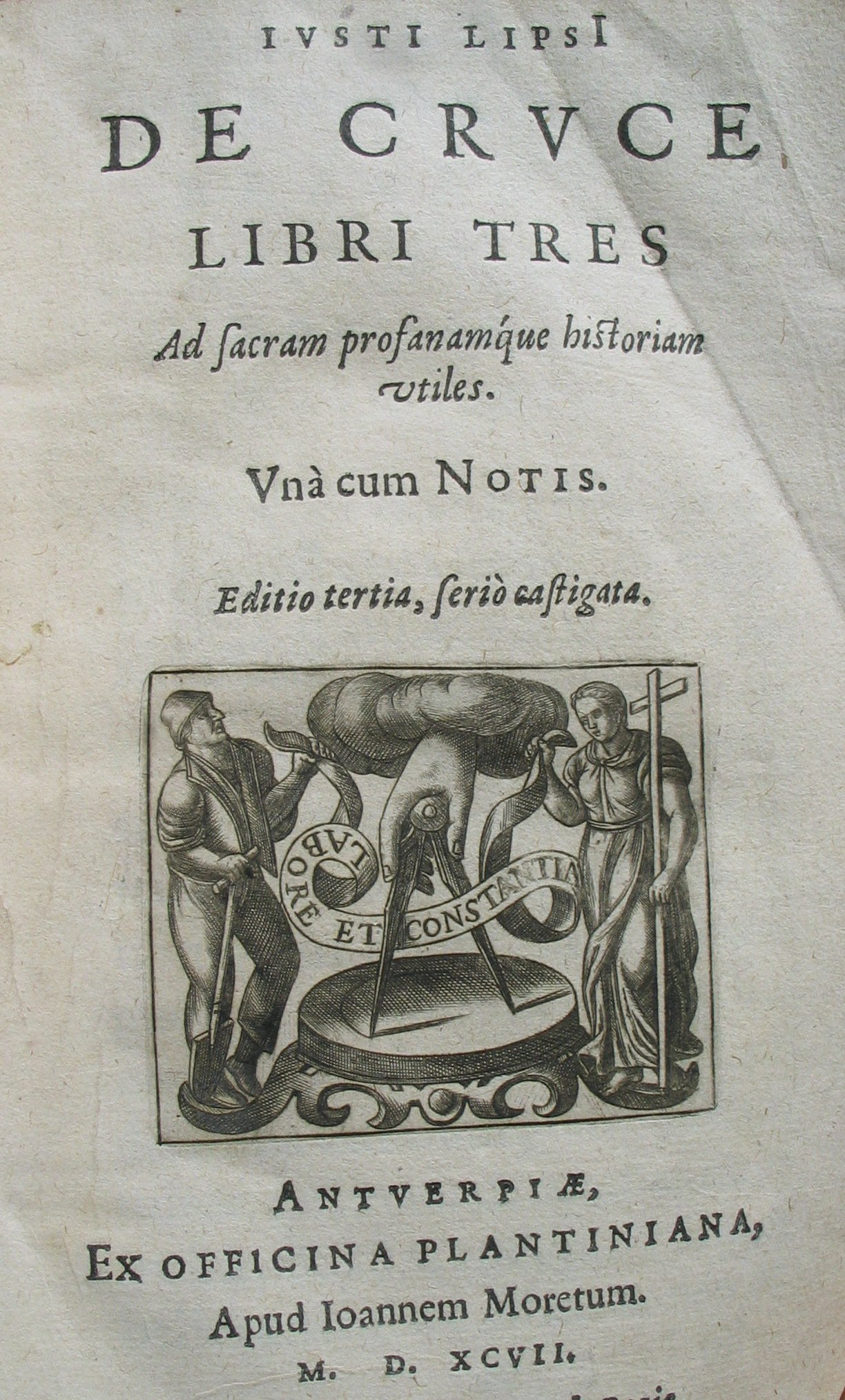
Титульный лист «Трёх книг о кресте» (издание 1607 года)

9 августа 1592 года Липсий прибыл в Лувен, а уже 12 сентября получил должность профессора истории, а с 24 ноября ещё и латинской словесности. К его назначению были причастны иезуиты и лично епископ Антверпена Торрентинус, и профессору Липсию пришлось демонстрировать благочестие напоказ. Отчасти католицизм был близок его взглядам на государство и единую культурную традицию. Кроме того, он был искренне привержен культу Богородицы и в Лувене немедленно вступил в светское «Братство Девы Марии», существовавшее ещё с XIV века. Совершил он и несколько паломничеств в Халле, к чудотворному изображению Девы, и даже посвятил ему своё серебряное перо в благодарность за исцеление. Он также написал особый трактат о чудесах фламандских изображений Богоматери. Епископ Торрентинус — духовный наставник Плантена — не требовал от Липсия демонстраций, для него стало сюрпризом опубликование в 1593—1594 годах «Трёх книг о кресте», посвящённых истории казни через распятие в древнем мире.
В 1593 году трактат «О политике» вновь был помещён в «Индекс запрещённых книг», о чём Липсий с возмущением писал своему итальянскому знакомому — иезуиту Франческо Бенчи, который передал это письмо лично папе
Клименту VIII. Учёному пришлось связаться с кардиналом Беллармином и начать переработку трактата в соответствии с его указаниями. Окончательное дозволение цензуры пришло 20 сентября 1593 года, а новый текст трактата увидел свет только в 1596 году — одновременно с новым «Индексом запрещённых книг», откуда был исключён. Правка была номинальной: удалось сохранить пассажи о Макиавелли и защите обмана как политического метода. Наиболее серьёзной переработке подверглась глава о еретиках, которые не выражали взгляды публично. В результате уже в 1601—1602 годах разгорелась дискуссия о включении трактата в новое издание «Индекса», но Беллармин отстоял его, как и после смерти Липсия — во время полемики 1610—1611 годов. Однако в 1604 и 1612 годах испанская цензура запретила книгу (как и её испанский перевод) и внесла её в испанское издание «Индекса».
Реабилитация Липсия завершилась в 1595 году, когда указом короля Филиппа II он был назначен королевским историографом с ежегодной пенсией в 1000 флоринов. Этому предшествовал длительный процесс, поскольку сам учёный считал службу испанской короне весьма желательным для себя статусом. Об этом он сообщал лувенскому теологу Эмберту Эверарди в письме от 8 июля 1592 года, а годом ранее — 23 июня 1591 года — обратился к главе Тайного Совета, чтобы тот засвидетельствовал его верность испанским властям.
С 1596 года свои сочинения профессор посвящал новому наместнику Альбрехту Австрийскому, который сделался его патроном. 26 ноября 1599 года чета эрцгерцогов посетила лекцию Липсия, посвящённую трактату Сенеки «О милосердии». Основой возрождения государства Липсий называл общее улучшение нравов через образование и просвещение, которым призывал уделять больше внимания. Кроме того, от имени населения Нидерландов он провозглашал любовь и верность подданных эрцгерцогу. В 1605 году профессор был удостоен звания советника эрцгерцога (Serenissimis Principibus a consiliis), однако переезжать в Брюссель не стал и фактически этих обязанностей не исполнял, объявив себя некомпетентным в современной политике. По мнению Й. Клюскенса, жизнь Липсия лувенского периода была подчинена множеству компромиссов, однако подчёркнутое раболепие было платой за интеллектуальную свободу. Он полагал, что если бы Липсий согласился поехать в Италию, его зависимость от иезуитов была бы гораздо большей. В то же время ставка на Орден иезуитов была совершенно сознательной и была следствием привычки Липсия тщательно планировать свои жизненные обстоятельства.
Ближе к концу жизни Липсий погрузился в мистицизм, что вызывало недоумение современников. Он тесно общался с иезуитом Дельрио, автором трактата о ведовстве. Как и Жан Боден, он полагал связь с сатаной совершенно реальной и считал, что с этим следует бороться на государственном уровне. Признавал Липсий и существование ясновидения и даже несколько раз встречался с женой некоего портного из Брюсселя, которой во сне являлся дух и якобы пророчествовал через неё. В автобиографии он описал несколько случаев из раннего детства, когда ему якобы предстояло умереть, но «некий гений» каждый раз спасал его. Описал он и видение своей матери накануне его рождения, которое толковал в античном духе, подчёркивая необычайность своего дарования и вмешательства высших сил в свою судьбу.
Последний свой труд — издание Сенеки 1605 года — Липсий посвятил папе римскому Павлу V, труд передал его любимый ученик — Филипп Рубенс (брат художника). Понтифик откликнулся 27 февраля 1606 года и выразил надежду, что в будущем Липсий займётся изучением католической церкви. В ночь с 23 на 24 марта 1606 года Липсий скончался «как добрый католик», указав на распятие и произнеся: «вот истинное терпение» (haec est vera patientia). Исаак Казобон писал, что перед смертью Липсий посвятил свою мантию с меховым воротником на алтарь Богородицы в лувенском соборе св. Петра. Обстоятельства перехода Липсия в католицизм, его поведения и кончины позволили Я. Махиэльсену заявить (вслед за Франческо Бенчи), что «это был актёр первого разряда». Липсиево издание Сенеки перепечатывалось 13 раз с 1607 по 1672 год.

## Христофор Плантен, Юст Липсий и фамилисты

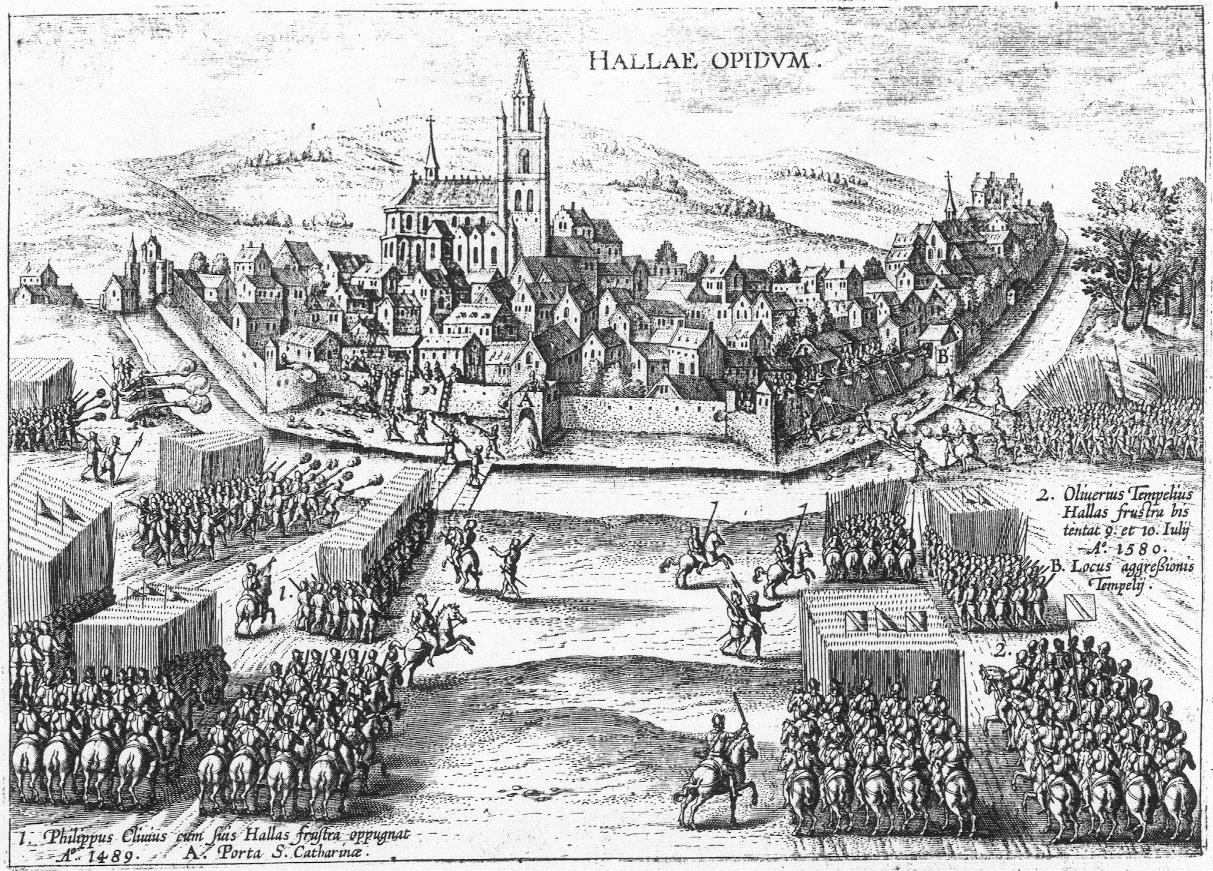
Чудо в Халле 1580 года. Иллюстрация из книги Липсия о чудесах Девы из Халле

О. Э. Новикова при рассмотрении гуманистической культуры эпохи Реформации и Контрреформации предлагала различие между так называемой «гуманистической деятельностью» (подразумевающей занятия филологией, гуманитарными дисциплинами и увлечение античностью) и «гуманистической идеологией». Последняя была связана со светскими интересами гуманистов, что приводило к готовности менять конфессию, если к этому вынуждали политические обстоятельства. Однако необходимость смены конфессии имела не только внешнюю, но и внутреннюю подоплёку, что приводило и к появлению сект, обосновывающих оппортунизм. Одной из таких сект, распространённых в Нидерландах, были фамилисты (Familia Caritatis; «Дом Любви»).
По мнению Ф. де Наве, Липсий мог примкнуть к фамилистам ещё в 19-летнем возрасте, когда готовил свою первую публикацию. Его университетский товарищ Виктор Гизелинк с 1564 года работал корректором у Плантена и был членом секты. Именно благодаря Гизелинку Плантен принял Липсия в своём доме (комната гуманиста до сих пор экспонируется в Музее Плантена-Моретуса), опубликовал сочинение молодого учёного в своём издательстве и ввёл его в свой круг. Именно благодаря Плантену началась карьера Липсия в Риме и далее состоялась поездка в Вену, а внешне чрезвычайная лёгкая смена конфессии в 1572 года, по-видимому, предполагала идейное оправдание.
Первым прямым свидетельством о принадлежности Липсия к фамилистам стало письмо его коллеги по Лейдену, протестантского богослова Адриана Саравиа. Оно датировано 1608 годом и адресовано архиепископу Кентерберийскому. В том же письме Саравиа описывал откровенный разговор о религии, который вели в его присутствии Плантен и Липсий. Издатель, в частности, заявил:

…религии всегда были многочисленны, разнообразны и враждебны друг другу. Во всех них есть большая доля притворства и лицемерия; однако если в них нет ничего дурного, то их не следует отрицать для более слабых умов (propter imbeciliores animos). Массам нужны эти основы, иначе они вовсе не способны понимать небесных и божественных вещей. Но существует единое благочестие (una tantum pietas est), которое просто, и в котором нет никакого лицемерия. В мире всегда было много религиозных людей, но мало благочестивых.
В 1584—1585 годах пророк Барефельт (Хиэль) — глава секты — жил в Лейдене в доме Плантена, и с ними тесно общался и Липсий, как следует из письма Саравиа. Возможно, что в секту Липсий вошёл в 1570-е годы, поскольку именно в это десятилетие он начал переписываться с одним из идеологов фамилизма — Педро Хименесом (португальцем, профессором Лувенского университета), а в 1584 году Липсий просил прислать его трактат «Изложение католической истины». В том же 1584 году Липсий просил своего друга Дирка ван Лейвена вернуть одолженную книгу «Сокрытое в поле сокровищ» — главное сочинение Барефельта. Некоторые критики Липсия и его сочинения «О постоянстве» также были в курсе его членства в «Доме Любви».
О религиозных взглядах Липсия тех лет свидетельствует следующая история: в 1582 году в Лейдене его навестил бывший коллега по Йенскому университету — профессор Конрад Шлюссельбергер. Во время разговора о религии Липсий заявил:

…Я никогда не отрицал и не покидал Христа, даже если не исповедую лютеранство и живу среди кальвинистов, ибо всякая религия и никакая религия для меня одно и то же (omnis Religio et nulla Religio sunt mihi unum et idem).
Шокированный Шлюссельбергер заметил, что в таком случае Липсий может обратиться и в католицизм, на что он заметил, что для него это «то же самое (sibi perinde esse)».
После возвращения в лоно католической церкви Липсий не прерывал общения с фамилистами-католиками, которые выглядели в глазах иезуитов благонадёжными (в том числе с Ортелием). Связующим звеном между Барефельтом и Липсием был Ян Моретус, которому ещё в 1591 году пророк писал с беспокойством, не зная, что станет известно иезуитам об их движении. К концу 1593 года Хиэль в письме Моретусу выражал надежду, что Липсий вновь вольётся в их ряды, чего так и не произошло. Тем не менее, нет сомнений, что «практическим» фамилистом Липсий оставался до конца жизни, а учитывая недогматичность учения Дома Любви, вопрос о его спиритуализме может считаться второстепенным.

## Друзья и ученики Юста Липсия

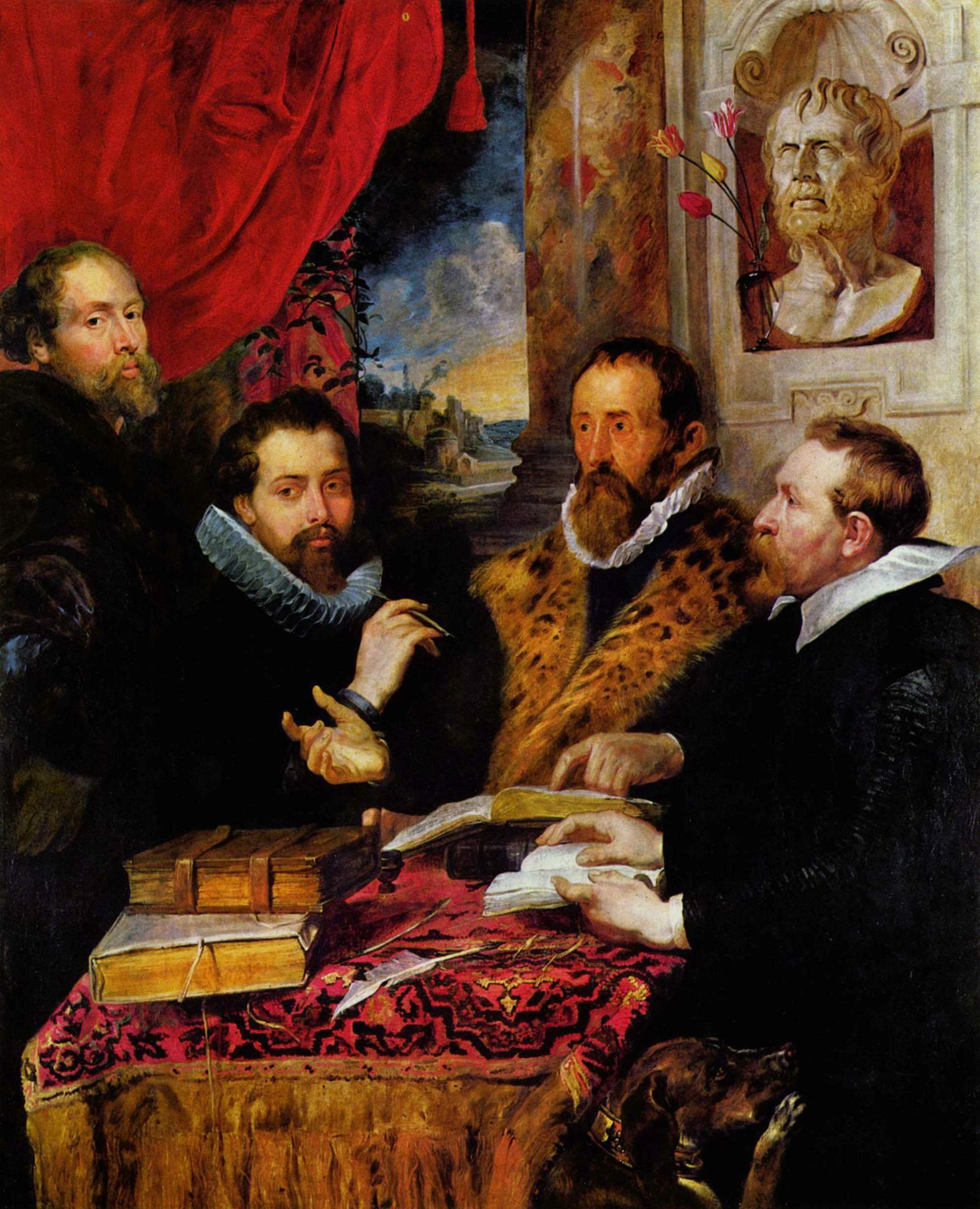
П. П. Рубенс. Четыре философа. 1611—1612. Масло. Палаццо Питти, Флоренция. Изображены учёный Воверий (под бюстом Сенеки), Юст Липсий в меховой мантии, брат художника Филипп Рубенс (ученик Липсия) и сам Питер Рубенс

Круг общения Юста Липсия был исключительно широк. Значительная часть его друзей и знакомых в Антверпене и Лейдене была так или иначе связана с кругом общения и сотрудников Христофора Плантена. Липсию была заказана эпитафия на могиле знаменитого издателя, он также был близким другом семьи, в частности, оставил единственное известное свидетельство о супруге печатника — Жанне Ривьер.
Рассматривая понятие дружбы и реализуя его на практике, Юст Липсий выделял три элемента: первый, обозначаемый римским термином «контуберний»; второй — круг близких друзей, которые встречаются время от времени лично; и третий — коллеги-интеллектуалы, обменивающиеся мыслями и идеями по переписке. «Ближний круг» Липсия функционировал как контуберний. В широком смысле этот термин означал круг младших учеников и почитателей, которые приобретают интеллектуальный и моральный опыт в повседневном общении со старшим. Классическое определение дружбы в этом контексте дал Сенека в VI нравственном письме: «я бы ещё крепче поверил в нашу дружбу — истинную дружбу, которой не расколют ни надежда, ни страх, ни корысть, такую, которую хранят до смерти, ради которой идут на смерть». Это — и последующее, в XI письме — определение Липсий прокомментировал в более радикальном духе, заявив, что общение хороших людей превосходит самые заповеди философов. М. Морфорд отмечал, что это определение не было стоическим, а, скорее, эпикурейским.
Реализацию модели контуберния Липсий начал в Лейдене. Идея контуберния была составной частью университетского курса Липсия. Куратору Лейденского университета Паулю Буссиусу декан Липсий в 1573 году в двух письмах изложил идеальную модель жизни и поведения студентов в коллегиуме. Он отмечал, что совместная жизнь студентов друг с другом, скорее, способствует упражнению в пороках, тогда как в его собственном контубернии студенты общаются друг с другом лишь за общей трапезой. Между 1580 и 1582 годами в его доме жили двое студентов: Эверард ван ден Полл (Поллион) и Хендрик ван Вильдт (Вилтий). Судя по сохранившейся переписке, Липсий был озабочен их моральным воспитанием не меньше, чем интеллектуальным. Даже во время вакаций он наставлял молодых людей усвоить все виды добродетели и всячески пытаться их культивировать. На Новый, 1583 год, Липсий писал отцу ван ден Полла в том же духе. О том же он писал своему французскому корреспонденту Жаку Куясу в апреле 1585 года, а в 1586 году писал ван Вильдту во Францию, наставляя, что ум без руководства мудрости подобен кораблю в бурном море без руля и ветрил. Неодобрительно Липсий упоминал и о «французском легкомыслии и тщеславии». Контуберний предполагал контроль наставника за каждым аспектом жизни учеников, отношения между ними должны длиться до конца жизни. Вилтий и Поллион происходили из зажиточных семейств, их отцы занимали высокое положение на государственной службе, и сами они сделали карьеру юристов. В письме Вилтию от 16 апреля 1586 года Липсий наставлял своих бывших учеников жить в согласии и дружбе, напоминал, что оба они бельгийцы и вышли из его собственного дома, обогащённые его знаниями и некими «таинствами» (sacrorum).
После 1584 года Липсий не держал в Лейдене контуберналов, возможно, по состоянию здоровья. Однако он неизменно интересовался успехами сыновей своих друзей и всегда был доступен для консультаций и обучения. После того, как Липсий обустроился в 1592 году в Лувене, он испытывал материальные трудности и был вынужден вновь брать учеников. В 1594 году он построил себе большой дом, в котором разместил целую группу контуберналов. Ещё с октября 1592 года в доме Липсия жил Бальтазар Моретус — внук Плантена, но в 1593 году из-за болезни он вернулся в отчий дом в Антверпен. 18-летний Моретус оставил некоторые свидетельства о своей жизни в Лувене. В его бумагах сохранился учебный план и ежедневный распорядок дня, составленный Липсием:

Подъём около 6 часов утра. После утренней молитвы и мытья приступай к своему занятию. Удели один час Цицерону, читая его речи или философские труды, и делая выписки из них. Затем упражняйся в композиции, составляя письма или стихотворения. Составляй их по одному каждую неделю. Иногда можно делать короткие паузы между этими занятиями. Ближе к обеденному времени читай Светония или других историков и вновь делай из них выписки. [Приписка на полях]: Ничего не говорю здесь о прогулках, потому что ученик ходит на службу и на занятия и вновь на трапезу. Таким образом, он разминается достаточно часто. После еды — краткая прогулка, затем возвращайся к учению. Один час удели греческим авторам, особенно прозе, и делай греческие выписки. Затем вновь соверши короткую прогулку, во время которой читай Гомера или другого поэта. Перед ужином возьми письма Аттику и делай выписки из них, а затем потрать некоторое время на композицию. После трапезы читай цицероновых «Оратора» и «Брута» или некоторых других авторов, которых я укажу. После вечерней молитвы отходи ко сну около 9 часов. [Приписка рукой Б. Моретуса]: «Расписание занятий, начертанное рукой самого блаженной памяти почтенного Липсия».
Оригинальный текст (лат.)Mane circa VI. surgito. orato, lavato, ad studia se conferto. Ciceroni horam unam dato, Orationibus aut Phi[losophi]cis eius legendis, et ex iis seligito. Tum stilum exerceto epistulam aut Carmen interdum pangito. Haec singula, singulis septimanis praestato. Interdum Oratiunculam interposito. Sub tempus prandii, Suetonium aut alium historicum legito itemq[ue] seligito. in margine: Hic nihil de Ambulatione: quia ibat ad sacrum, et ad lectione[m] et item ientabatur. Ita satis saepe se co[m]movebat. Post prandium paulisper inambulato: tum ad studia redito. Graecae lectioni hora una datur, et maxime soluta ora[tion]e qui scripsere.
Phrases etiam rariores excerpito. Tum surgito et breviter iterum ambulato et Homerum aut poetam alium legito.
Ante caenam Epistolas ad Atticum capito, ex iis seligito et tempus aliquod stilo iterum dato. Post caenam Ciceronis orationem ad Brutum legito, postea alium quem praescripsero. Deum veneratus ad lectum te sub Nonam conferto. Ratio studiorum sub Cl[arissimo] Lipsio p[iae] mjemoriae].

Эта же программа содержалась и в письмах Липсия Яну Моретусу — отцу Бальтазара. М. Морфорд обращал внимание, что Липсий положил в основу своей риторической программы Цицерона, хотя не любил его стиля. Подчёркивал он и важность физических упражнений, которыми можно было заниматься в саду у Липсия. Поскольку такая программа была дополнительной к общим занятиям в университете, несложно понять, почему за 4 года обучения у Липсия его студенты в совершенстве овладевали латинским языком и умели говорить и писать на латыни не только безукоризненно грамотно, но и красноречиво. Липсий сам признавал, что в его время интерес к греческому языку снизился, поэтому ему уделялось меньше времени, чем латинскому. Круг авторов, которых Липсий давал своим студентам, показывает, что он воспитывал образованных людей, способных к научным занятиями, которые затем смогут сделать карьеру юриста или государственного служащего.
В Лувене в доме Липсия воспитывалось 10 студентов, для которых профессор написал три руководства; сохранилась и их переписка. В их числе были фламандцы (Филипп Рубенс, Иоганн Воверий), французы (Франсуа д’Эр и братья Ришардо) и даже сын испанского еврея (Хуан-Баутиста Перес де Барон — сын банкира Плантена). Все они происходили из зажиточных семейств с высоким общественным статусом. Филипп Рубенс впоследствии работал секретарём у отца своих однокашников Ришардо, именно у него с Липсием сложились самые близкие отношения. Он также был единственным, кто получил степень по теологии, а не юриспруденции. Его брат Питер стал обучаться на художника и не видел себя в роли чиновника на службе, поэтому в контуберний не попал. Студент Аудеантус из Брюгге до 1598 года служил секретарём у Липсия. Также все они были католиками — это было непременным условием для обучения в Лувене. Характерно, что на картине «Четыре философа» Воверий и Филипп Рубенс изображены внимающими своему учителю и готовые немедленно записать исходящую от него мудрость. Биограф П. Рубенса — Анн Лекуре — отмечала, что хотя Липсий был оппортунистом, в стране, пережившей разруху, заветы учителя подходили человеку, который стремился во что бы то ни стало добиться богатства и славы.

## Философские и религиозные взгляды

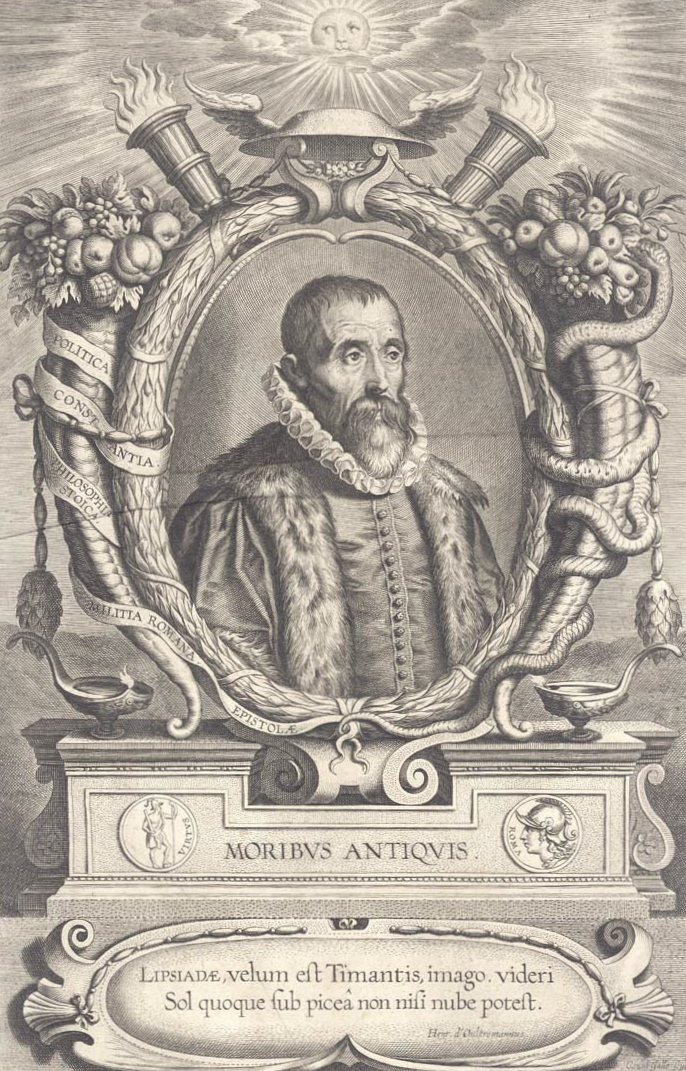
Юст Липсий во славе. Подпись moribus antiquis означает «образом жизни подобен древним». Гравюра работы Корнелиса Галле

### Философская теология Юста Липсия
Как отмечалось многими исследователями, философские построения Липсия, главным образом, выраженные в трактатах «De Constantia» («О постоянстве») и «Политика», тесно связаны с античным стоицизмом. В качестве руководящих начал бытия у Липсия представлены Бог, Провидение и Фатум, через которые трактованы соотношение необходимости и случайности в политической жизни, существование исторической закономерности и прочее. В трактате «О постоянстве» он писал:

Существует некий вечный разум, который мы зовём Богом и который управляет, руководит и правит постоянным движением небес, ходом бесчисленных звёзд, взаимным превращением стихий и, наконец, всеми делами небесными и земными.
Оригинальный текст (лат.)aeterna quaedam mens est, quam Deum appellamus: quae caelorum perennes orbes, quae siderum inaequales cursus, quae elementorum alternas vices, quae denique omnes res superas inféras, temperat, moderatur, gubernat
— Const., 1, 13
В «Политике» (I, 2) гуманист отмечал, что скептически относился к попыткам познать бесконечное при помощи ограниченного человеческого рассудка, отдавая эту деликатную область в ведение веры. Однако существуют и важные положения, знать которые дозволено и необходимо. Определение Всевышнего в этом трактате заимствовано из «Тускуланских бесед» Цицерона: «Неограниченный и свободный Разум» (лат. Mentem solutam quaedam et liberam). Определения являются философскими, а не богословскими; в изданной позднее «Физике стоиков» он также склонялся к противопоставлению Бога и материи; её сопротивлением Творцу Липсий объяснял происхождение зла. Тем не менее, Липсий не мог принять стоического материализма и пантеизма, заимствуя лишь отдельные его элементы. Так, в «Физике стоиков» (Phys., I, 8) утверждается, что мир можно назвать Богом вследствие присутствия в нём Божественного Разума; Бог есть огонь и свет. По О. Новиковой, невозможно ни убедительно доказать, ни опровергнуть стоического влияния. Высказывания о Боге крайне осторожны и предельно общи, чтобы не вызывать нареканий цензуры и окружения Липсия, а также сделать его труды пригодными для представителей разных конфессий.
Правильное представление о Боге (rectus de Deo sensus) Липсий называл в «Политике» источником и составной частью необходимого обществу благочестия (pietas). Говоря о правильном понимании Бога, Липсий перечислил ряд Его атрибутов: Бог един, вечен, неизменен и неуничтожим, не поддаётся познанию одним рассудком. Он величайший, справедливейший, всевидящий и вездесущий свидетель наших деяний и мыслей, судья и исполнитель приговора, несущий награду или наказание. Всё в мире находится под Его управлением. Конечной инстанцией для уяснения Его природы и Его почитания является Священное Писание. При этом Липсий заявил, что «у язычников я тоже вижу некие рассыпанные искры [истины], которые хотел бы собрать», и приводил небольшие цитаты из Тацита, Цицерона, Овидия, Горация и других римских авторов. Нарекания цензоров вызвало упоминание в этих цитатах «богов», в защиту учёного выступил Беллармин. Обращение к Отцам Церкви ограничивалось немногими местами из Августина и Киприана (и только в подтверждение тезиса, что Бога «опасно исследовать»), ссылки же на Писание вообще отсутствуют. В «Политике» и в «De Constantia» нет ни одного упоминания о Христе.

### Провиденциализм

#### Божественное Провидение и необходимость
В трактате «О постоянстве» раскрыто понимание Липсием понятия Провидения и Необходимости. Эти понятия позволяют судить о трактовке Фатума в «Политике». Липсий, судя по всему, не был последовательным провиденциалистом и нигде не ссылался на божественный план развития человечества от грехопадения к концу истории. Провидение (Providentia) — это «имеющаяся у Бога власть и сила всё видеть, знать и всем править»(Const., I, 19). Человек обязан терпеливо переносить такие бедствия, как чума, война или тирания, поскольку они являются частью вселенского порядка, исходящего от Бога и реализуемого через Провидение (Const., I, 13, 15). Сила провидения проявляется как в природе, так и в обществе, и имеет цикличный характер: почти всегда бедствия сменялись лучшими и более мягкими временами. Липсий заявил, что войны способствуют прогрессу (в его терминологии «как бы подгоняют народы и способствуют развитию культуры и искусств»): древние римляне жестоко угнетали народы Европы, но это угнетение искоренило в них варварство. Соответственно, можно предсказать, что опустошённый испанцами Новый Свет оправится и будет процветать; смена цивилизаций является данностью. В каком-то смысле Липсий предвосхитил идею Мальтуса, заявив, что периодическая гибель большого количества людей помогает предотвратить перенаселение земли, и неудивительно, что «отец Сатурн» периодически сметает с её лица чумой или войной лишних людей (Const., II, 11). Однако Липсий отказывался признавать линейность исторического процесса, важным для него было понятие сходства времён — если не цикличности, то повторяемости исторических событий. Поскольку он не упоминал о Христе, то и Боговоплощение не было для него важнейшей вехой истории и доказательством Провидения.

#### Фатум

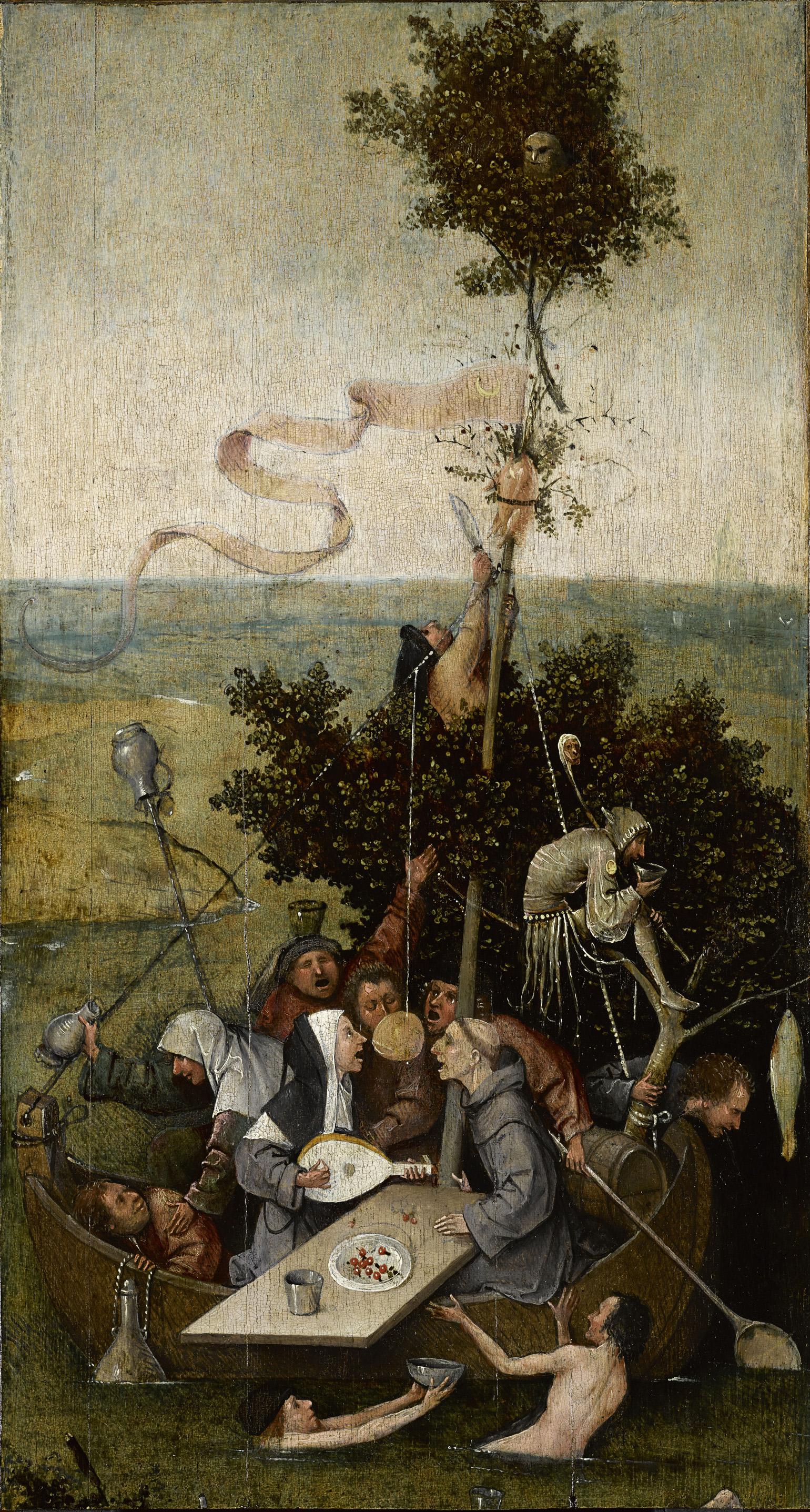
Иеронимус Босх. Корабль дураков. Лувр, Париж

Юст Липсий разделял понятия Провидения и Фатума. Провидение — неотъемлемый атрибут Бога и Его сила, Фатум суть первопричина (prima causa), исходящая от божественного Провидения и обладающая бытием уже не в самом Боге, а в Его творении. Свободная воля и случай также зависят от Провидения, но они вторичны по отношению к Фатуму (Const., I, 19). В «Политике» дано несколько другое определение: Фатум — это то, «что своим законом скрепляет неизменный порядок человеческих дел» (Pol., I, 4). Оно дополнено Августиновским «гласом Божественного разума и незыблемым законом». Отсюда своеобразное отношение Липсия к астрологии: в трактате «О постоянстве» (I, 18) Липсий поместил приверженцев «математического фатума» на «корабль дураков», что вызвало полемику с лютеранским гуманистом и астрологом Г. фон Рантцау. Рантцау ссылался на Блаженного Августина, утверждавшего, что звёзды влияют на судьбу по воле Бога; в своём ответе Липсий заявил, что звёзды являются только орудиями Фатума.
В контексте трактата «Политика» Фатум вписан в иерархию общественной жизни и был связан автором с понятием благочестия. Благочестие Липсий разделял на суждение о Боге (Sensus) и богопочитание (Cultus), причём Фатум именует лишь дополнением (appendix) благочестия, исходящим из правильного суждения о Боге (Pol., I, 2-4). Это, в свою очередь, выводило к центральному философскому вопросу той эпохи — о соотношении человеческой воли и божественного предопределения. Липсий перевёл этот вопрос в соотношение воли и Фатума. Человек подвластен Фатуму, но не полностью, поскольку обладает свободной волей (Pol., I, 4). Поэтому не следует ни страшиться судьбы, ни пассивно уповать на неё, а усердно трудиться. Ссылаясь на Саллюстия, он утверждал, что Фатум не подавляет человеческой воли и действия. Понятие Фатума применимо не только к отдельным людям, но и к государству. Фатум назван одной из неявных причин начала гражданской войны и гибели государства (Pol., VI, 2). При этом бороться с Фатумом как божественным установлением бесполезно, тем более, что Фатум является и синонимом для органического закона рождения, роста и умирания вещей. В некоторых контекстах Липсий использовал понятия Фатума для описания исторических закономерностей.

#### Свобода воли
Одной из сложнейших проблем при рассмотрении Провидения и Фатума была свобода греха. Этому вопросу посвящено много места в трактате «De Constantia». По Липсию, первопричиной всего является Фатум как непосредственное проявление Божественной воли. Человеческая воля является вторичной, подобно тому, как деревья и травы растут по воле Божьей, но по законам природы, так и человек принимает решения и делает выбор без божественного вмешательства. Бог не принуждает человека, знает его действия, но не препятствует, предсказывает, но не предписывает (Const., I, 20):

Каким же образом, спрашивают, может быть, чтобы я грешил не по необходимости, если Бог провидел, что я буду грешить, и Его провидение не может ошибаться? Глупцы: кто это отрицает? Ты грешишь по необходимости, но при этом по своей воле. Ибо [Бог] провидел то, что ты можешь грешить таким образом, который Он провидел. Он же провидел, чтобы ты грешил свободно: поэтому ты грешишь свободно по необходимости.
Оригинальный текст (лат.)Quomodo enim, inquiunt, si Deus providit peccaturum me, nec falli proviso ilia potest, non necessario peccem? Fatue, quis id negat? peccas necessario: sed adde, per tuam voluntatem. Nempe hoc. providit, ut eo modo pecces quo providit: providit autem ut libere: libere igitur necessario peccas.
— Const., I, 20
Г. Острайх отмечал, что стоицизм Липсия при практическом отсутствии в нём христианского элемента, тем не менее, отлично согласуется с кальвинизмом. Сам Кальвин, увлекавшийся стоицизмом и писавший комментарии к Сенеке, специально предостарегал от смешения Провидения и божественного предопределения со стоическим фатумом и осуждал само это слово. Однако понимание Фатума как природной законосообразности у Липсия более согласуется с античным стоицизмом, чем с кальвинистским предопределением. Отсутствие же явных разногласий с кальвинизмом объяснялось тем, что Липсий старался обходить наиболее сложные вопросы, как, например, вопрос о грехопадении прародителей и его влиянии на волю человека. Не случайно, что кальвинистский пресвитер Мартин Лидиус специально потребовал у Липсия яснее обозначить свою позицию.

#### Фортуна
Фортуна в «Политике» Липсия олицетворяла игру случая; при этом мыслитель никогда не обозначал её бытийного статуса. Фортуна — это внешние обстоятельства, независящие от воли человека. Фортуна бывает благосклонной и несправедливой, это синоним и удачи, и неудачи; главная её отличительная черта — непостоянство. Фортуна играет особую роль в военных делах и входит в число факторов, которые укрепляют авторитет государя в народе. Однако авторитет, полученный от Фортуны, крайне преходящ и неустойчив. Противопоставить Фортуне можно только Добродетель (Virtus) («все, кроме неё, подчинено господству фортуны») и Благоразумие (Prudentia) («даже сама Фортуна подвластна ему»). Г. Острайх высказывал мнение, что большая роль Фортуны в доктрине Липсия объяснялась влиянием Макиавелли. Однако существует большая разница: флорентийский мыслитель настаивал на «покорении» Фортуны, где «натиск лучше, чем осторожность» (Государь, XXV), тогда как подход Липсия последовательно стоический. Человек не может господствовать над Фортуной, а, напротив, должен добиваться независимости от неё. Николетта Маут отмечала, что Фортуна для Липсия — это «обманчивая негативная сила», являющая собой оборотную сторону Фатума.

### Антропология Юста Липсия

#### Душа и аффекты

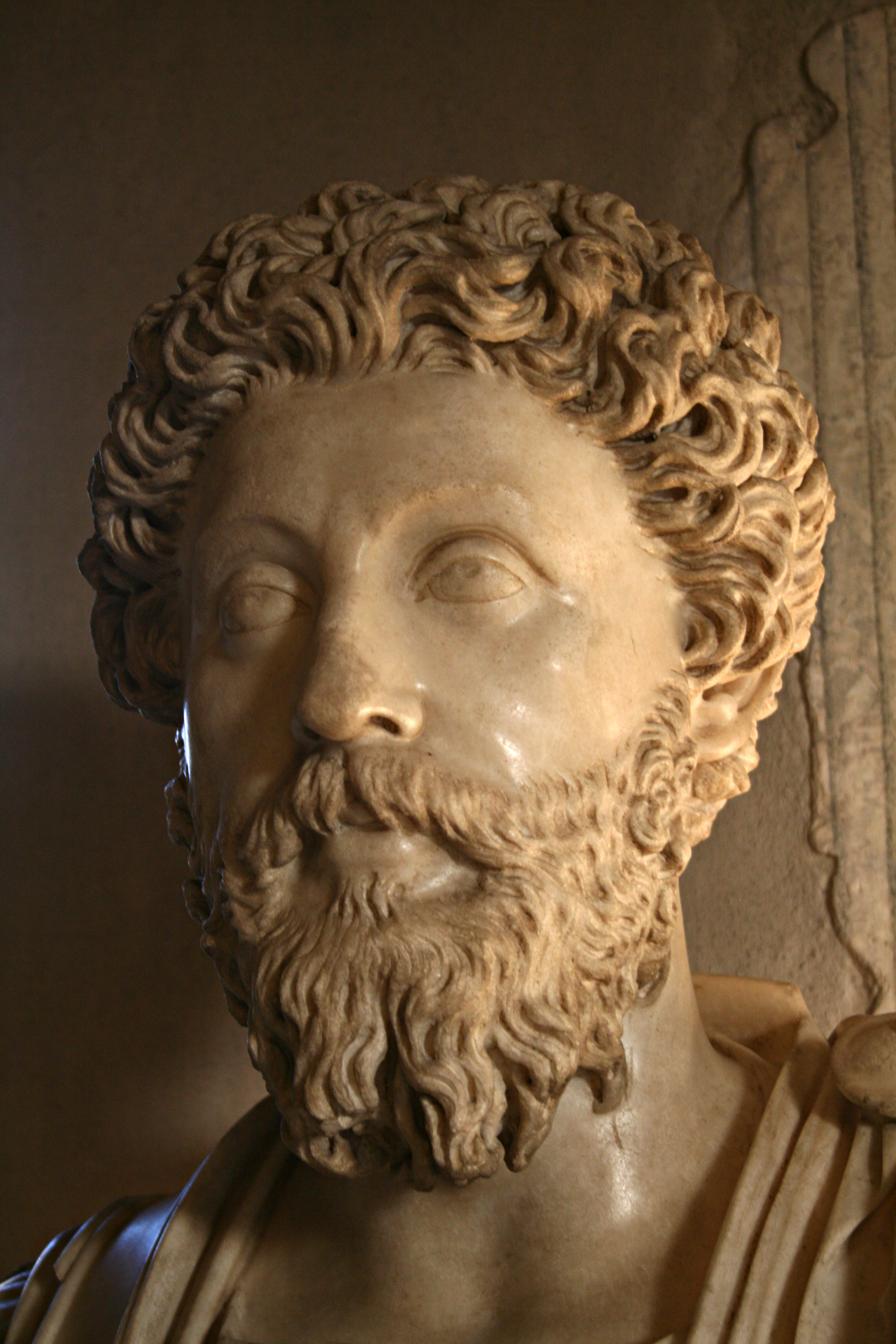
Бюст Марка Аврелия из Капитолийского музея в Риме

Взгляды Юста Липсия на природу человека достаточно последовательно изложены в трактате «De Constantia». Выясняется, что трактуя о природе человека, он ближе всего к Марку Аврелию. По Липсию, человек состоит из души (anima) и тела (corpus), объединённых «неким согласием противоречивого» в определённую общность. Душа при этом подобна огню, это более высокое начало, одушевляющее плоть. Она включает две части: разум (Ratio) и мнение (Opinio); разум имеет небесное, а может быть и божественное происхождение, это часть божественного духа, погружённого в человека. Древние греки называли его «Нус» (Const., I, 4-5). Понятие совести было дано в «Политике» как «остающаяся в человеке искра здравого разума (rectae Rationis)», привязанная к богопочитанию. Разум — это не только конкретная часть души, но и связанное с ней «верное суждение и восприятие человеческих и божественных вещей (однако лишь насколько последнее нас касается)» (Const., I, 4). Развёрнутого анализа роли разума в познании Липсий не предлагал, а лишь противопоставлял ему мнение, связанное с плотским в человеке. Мнение возникает из соприкосновения души с ощущениями, полученными через органы чувств. Чувства непостоянны и увлекают душу вниз, поэтому мнение является источником всевозможных иллюзий и заблуждений (Const., I, 5). При этом чувственный опыт не отрицается, но необходимо довести его до рациональной стадии познания. Разум порождает добродетель и постоянство, мнение же — легкомыслие и упрямство. Постоянство (Constantia) — центральное понятие этики Липсия, которое суть «разумная и неподвижная (rectum et immobile) сила души, которую не может ни увлечь, ни подавить внешнее или случайное», то есть «присущая человеку твёрдость» (Const., I, 5). Непоколебимости мешают ложное благо (Falsa Bona) — богатство, слава, сила, здоровье, власть и прочее — и ложное зло (Falsa Mala) — бедность, позор, слабость, болезнь, смерть. Мнение даёт ложное представление о благе и зле, отождествляя их с внешними вещами. Это вызывает в людях четыре основных аффекта: влечение и наслаждение (Cupiditas et Gaudium) и противоположные им страх и печаль (Metus et Dolor). Все аффекты происходят от безумия разума (a dementi mente sint), обуянного мнением. Истинная причина страданий — в человеческих пороках, порождаемых мнением. Мудрец ведёт борьбу не только с внешней силой Фортуны, но и с собственными мнениями и аффектами (Const., I, 3-8).

#### Добродетель и религия

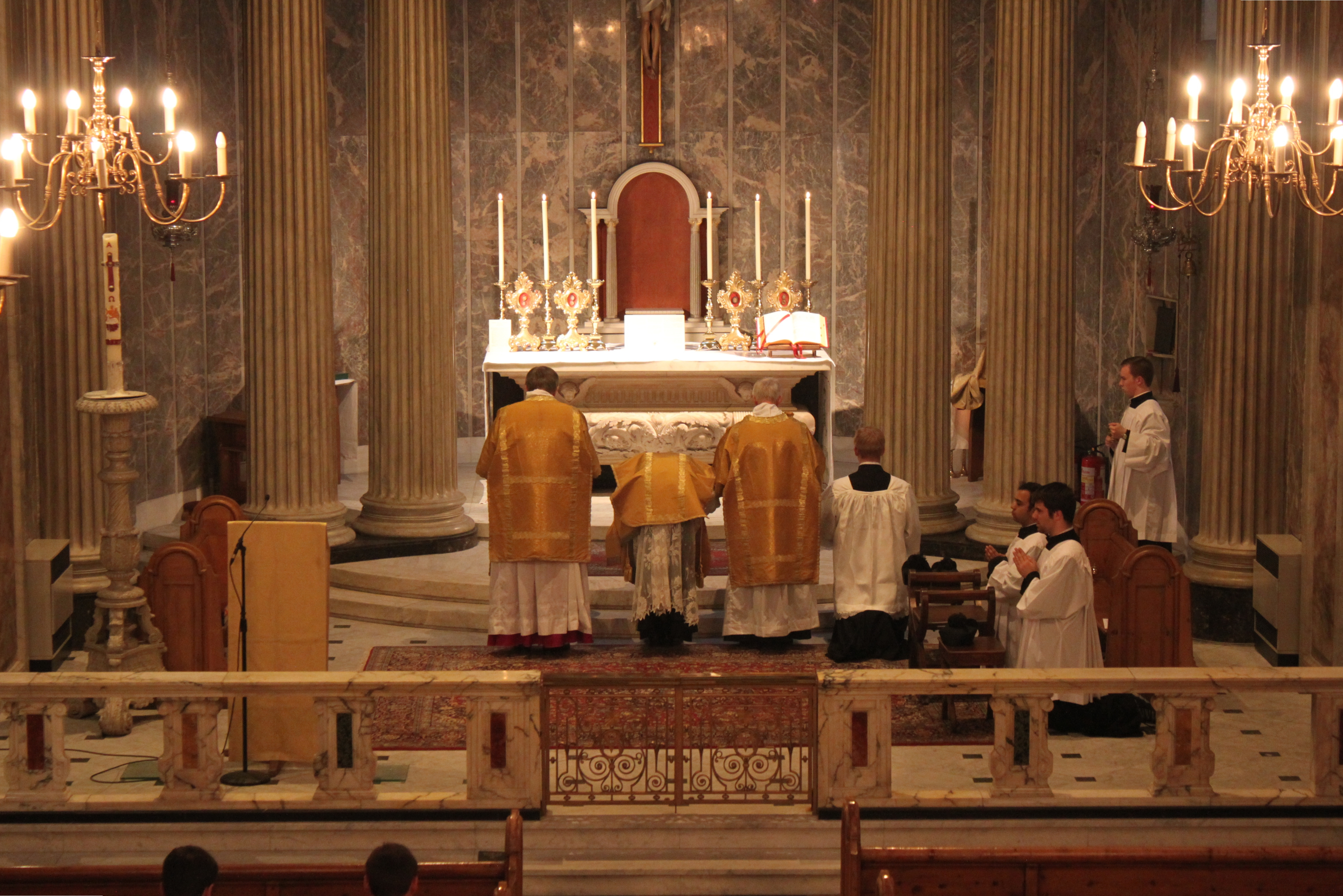
Богослужение по Тридентскому обряду. Фото 2014 года

Трактаты Липсия посвящены и практическим целям, несмотря на провозглашённую стоическую независимость внутренне свободной личности от общества. «О постоянстве» должен был помочь читателю обрести душевное равновесие, «счастье» в земном мире вопреки самым невыносимым условиям. «Политика» был посвящена раскрытию понятий добродетели и благоразумия. Благоразумие Липсий уподоблял штурвалу, а добродетель — компасу (Pol., I, 1). Принципы неполноценны в отдельности, ибо благоразумие без добродетели — лукавство. «Политика» посвящена исследованию монархии, особое внимание Липсий обращает на добродетель и благоразумие правителя, считая их важнейшими, хотя и не единственными, факторами процветания государства.
Первичное определение добродетели даётся по Тациту и Сенеке — это «благо, присущее человеку», единственное, что из бессмертного доступно смертным. Собственные определения Липсия таковы: добродетель состоит в правильном выборе и мере (Pol., I, 7). Добродетель это «достойное похвалы и полезное для власти чувство правителя или в отношении к правителю (laudabilem utilemqueni imperio affectum, de rege, vel in regem)» (Pol., IV, 8). Добродетель у стоиков была главной целью философии, но Липсий дополнил это политическим измерением, считая добродетель основой общества и государства.
Добродетель подразделяется на благочестие и порядочность. Благочестие (Pietas) есть «правильное суждение о Боге (Sensus) и правильное почитание Бога (Cultus)» (Pol., I, 2). Богопочитание может быть внутренним, «возносящее истинному богу молитву, хвалу и благодарение в душе и из глубины души», и внешним — религия как таковая: «поклонение (veneratio) известному божеству, связанное с определёнными законами и церемониями» (Pol., I, 3). В почитании Бога Липсий в соответствии с суждением Сенеки призывал отдавать преимущество внутреннему. Основной религиозной обязанностью человека является совершенствование духа (animus excolendus), не означающее, однако, что следует отвергнуть внешнее благочестие, хотя бы и связанное с обычаем. Ссылаясь на Сенеку, Липсий писал, что разумный человек будет соблюдать внешние установления, «как если бы сие было предписано законами, а не угодно богам» (Pol., I, 3). Этот тезис характерен и для доктрины фамилистов, которые считали внешнюю религиозность второстепенной для истинно верующих, но не отвергали её. Цитируя Филона Александрийского, Липсий заявил, что люди воспринимают религию «не разумом, но чувством»; поэтому «по изъяну природы» люди склонны к суеверию, главным признаком которого является страх. Страхи нагнетают «те, кому выгодно, чтобы души были охвачены суеверием» (цитата из Тита Ливия), поэтому правителю не рекомендуется поощрять суеверия, несмотря на эффективность этого метода для правления толпой (telum ad regendum): Цицерон сказал, что «тот, кто заражён суеверием, никогда не может быть спокойным» (Pol., I, 3). Впоследствии сходные мысли о религии и суеверии высказывал Спиноза, который также был знаком с доктриной фамилистов. Юст Липсий, как обычно для него, совершенно обошёл вопрос об истинной религии и определении суеверия. Последнее чаще всего синонимично религиозному фанатизму. Фактором приемлемости религиозной конфессии в «Политике» выступает утилитаризм: соответствие конкретной религии задаче поддержания в обществе спокойствия и стабильности. Возможно, подобно адептам «Дома любви» и многим гуманистам, Липсий сомневался, может ли обладать полнотой истины какая-либо из религий вообще. Впрочем, не следовало отвергать и «обычая отцов» (mos patrius), если только он не «совсем нечестивый» (plane impia). Это являлось обоснованием приемлемости для Липсия именно католицизма, как веры, в которой он был воспитан, и в силу традиции, стоящей за ней.
Юст Липсий заявил, что «религия не в изощрённости ума (non in subtilitate religio), но в делах» (in factis) и цитировал Лактанция: «Вся религия христиан состоит в том, чтобы жить без злобы и бесчестных поступков» (Pol., I, 3) — это единственное упоминание христиан во всём тексте «Политики».

### Стоицизм Юста Липсия и естественная религия
Сразу после выхода в свет трактата «О постоянстве» раздались критические замечания о неортодоксальности Липсия. Коллега Липсия по Лейдену А. Саравиа так характеризовал его взгляды:

Все свои сочинения он повернул так, чтобы не затрагивать религии, и чтобы читатель не знал, проистекает ли то, что он написал, от христианина или от язычника. На это указывали и я, и другие, но мы посчитали нужным сделать это незаметно, поскольку можно наблюдать на примере великих мужей, как те, кто принадлежат к христианам, так используют философские аргументы, что в них не видно ничего христианского.

Саравиа вспоминал, что епископ Льежа, а затем Антверпена (и духовник Плантена) Левин Торрентинус был озабочен недостатком христианского элемента в «De Constantia»: о Христе, вере и благодати там не упоминалось вовсе, а моральными примерами служили античные герои и философы-стоики. Торрентинус предложил Липсию дополнить трактат частью о христианской моральной философии. На это гуманист ответил, что «хотел приспособить философию древних к нашей истине (veterem illam philosophiam aptare ad nostram veritatem volui)». Поскольку епископ продолжал увещевания, Липсий снабдил новое издание книги предисловием, в котором ответил всем критикам и напоминал, что он не богослов и не намерен касаться этих тем.
Судя по всему, в трактате «De Constantia» Липсий не ставил целей сближения стоицизма с христианством. Книга была посвящена магистрату Антверпена, и в этом посвящении (Nobilibus et magnificis consilibus et Senatui populoque Antverpiensi Iustus Lipsius dedico consecroque) Липсий откровенно писал: «Если я не ошибаюсь, я первым попытался расчистить и открыть этот путь к Мудрости, в течение долгого времени преграждённый и заросший тернием: путь, который, конечно, один может привести к Спокойствию и Миру». То есть речь шла не о подражании Христу и следованию примера святым, а именно о стоической философии.
Как выяснилось позднее из неопубликованной переписки и рукописей мыслителя, первоначальный замысел «De Constantia» ещё более противоречил церковной позиции. Он хотел озаглавить эту часть «Тразея» (в честь стоика, казнённого при Нероне), и речь там шла о презрении к смерти, в том числе об оправдании самоубийства. Липсий признавал самоубийство при крайней необходимости (nécessitas suprema): если тирания или иное насилие угрожает тебе смертью, лишённой декорума и чести, при тяжкой неизлечимой болезни или в других безнадёжных обстоятельствах. В первом издании «О постоянстве» Липсий прямо писал о выходе продолжения, которое было анонсировано на 1583 год (Const., II, 18). Однако столкнувшись и с протестантской, и с католической критикой, он писал Плантену, что рукопись почти готова, но он не хочет отдавать её в печать. В декабре 1589 года он объявил, что раздумал публиковать эту работу. В рукописях сохранился фрагмент текста, но, по-видимому, он был использован во «Введении к стоической философии» (1604 года), в котором подробно изложены взгляды стоиков на самоубийство. Характерно, что подробно перечислив все стоические аргументы, Липсий задаёт читателю вопрос, соответствует ли выбор смерти природе. Ответ парадоксален: согласно стоической доктрине, смерть относится к категории безразличного, поэтому её следует не выбрать, но отвергнуть. У Эпиктета и вовсе нашёлся аргумент, согласный с христианским: следует ждать, пока Бог сам освободит тебя от «службы» на этом свете. Завершался этот пассаж цитатой из Августина, что человек не имеет права лишать себя жизни ни при каких обстоятельствах. Налицо — попытка представить стоические взгляды христианскому читателю, не выходя за рамки собственно стоицизма.
Уже после перехода Липсия в католицизм были изданы «Введение в стоическую философию» и «Физика стоиков» с посвящением испанским аристократам. Здесь было сказано, что Сенека — сам испанец и светоч этой страны, а в издании Сенеки с посвящением папе римскому было сказано, что из всех древних писателей он в стремлении к добродетели почти христианин. По-видимому, он стремился показать стоицизм и христианство как принципиально совместимые учения и притом высоким авторитетом оправдать свои философские взгляды. По всей видимости, это объективно отражало ход мысли Липсия. О. Новикова проводила следующую параллель: в гуманистической системе Эразма Роттердамского Христос и проблема морали были неотделимы друг от друга, вплоть до того, что христианство целиком сводилось к этике. В системе Липсия Христу-Спасителю совершенно не было места, поскольку в Нём не нуждалась доктрина стоиков. Липсий не стремился к ревизии стоической этики, а прямо пропагандировал её традиционные идеалы, оправдывая её ссылками на некоторых христианских авторитетов.
Как научное издание «Введение в стоическую философию» стало, по определению А. Столярова, важнейшей концептуальной работой. Липсий вписал стоицизм в историю античной философии, представил систематизированный очерк стоической этики и разъяснил парадокс мудреца. Помимо Сенеки и Эпиктета, он ввёл в научный оборот фрагменты из трудов Посидония, Зенона, Хрисиппа и Клеанфа.
В поздних произведениях Липсия основанием общности стоицизма и христианства стала выступать естественная религия. Общность выражалась в минимизации догматов, а, возможно, и сведением христианства к естественной религии, поскольку стоическая теология несовместима с христианской. Сравнение атрибутов Божества, описанных Липсием в «Политике» с позицией главных теоретиков естественной религии XVII века — Гроция и Спинозы — показывает, что Липсий полностью разделял их ключевые позиции. Гуго Гроций в качестве логически обоснованных «общих понятий» религии признавал лишь существование божества и признание его единым, величайшим, всеведущим и творцом всего (однако использовал христианскую аргументацию, поскольку считал христианство идеальной религией). Атрибуты Бога Липсия почти совпадают и с «догматами всеобщей веры» Спинозы (за исключением седьмого): 1) Бог существует; 2) Он един; 3) Он вездесущ и всевидящ; 4) Он господин всего; 5) Его почитание состоит только в справедливости и любви к ближнему; 6) спасены те, кто ведут добродетельный образ жизни; 7) Бог прощает грехи кающимся.
К естественной религии Липсий обратился, по-видимому, в поисках конфессионально нейтральной доктрины, приемлемой для различных религиозных лагерей и представлявшей альтернативу воинствующей теологии. Позднее и Гроций, и Спиноза также выступали за конфессиональное примирение и широкую веротерпимость. В известной степени Липсий вышел за пределы христианства, будучи, до известной степени, равнодушен к вероисповеданию. Хотя стоический идеал мудреца подчёркнуто элитарен, стоицизм подразумевал идентичность природы или равенство всех людей. Липсия мало волновали юридические вопросы, проистекающие отсюда, но доктрина о естественных правах человека, защищать которые призван правитель, была заимствована Гроцием у стоиков именно в изложении Липсия. По О. Новиковой, отличительной чертой стоицизма Липсия был его внеконфессионалъный и внерелигиозный характер. Стоическая философия была интеллектуальным фундаментом, на котором он стремился объединить культурную и политическую элиту различных стран и вероисповеданий на основе для всех приемлемых объективных законов разума и вытекающей из него добродетели.
По определению Марка Морфорда, главной отличительной особенностью стоицизма Липсия был его практический характер, то есть он стремился античный стоический идеал приспособить к реалиям XVI века.

### Стоическая этика, патриотизм и национализм
Стоицизм в известной степени может рассматриваться как кризисная доктрина, в центре которой — этика частного лица, желающего выжить и сохранить себя в условиях общественной катастрофы. Данные вопросы Липсий рассматривал в трактате «De Constantia». Как явствует из заглавия трактата, Липсий считал ключевой индивидуальной добродетелью постоянство — твёрдость и непоколебимость человека перед лицом всего внешнего. Постоянство сопутствует ясному разуму, личностный идеал — не быть подверженным ни надежде, ни страху. Такое состояние уподобляет человека божеству, ибо выводит его из подчинению аффектов и самой Фортуны (Const., I, 6). В эпоху общественных бедствий постоянству мешают три аффекта — лицемерие, соболезнование и ложное благочестие. Соболезнование (Miseratio) есть «порок слабой и мелкой души, потрясаемой зрелищем чужого несчастья», который следует отличать от Милосердия (Misericordia), добродетели, состоящей в «стремлении души облегчить чужую обездоленность или скорбь». Подлинное сострадание предполагает активность. Характерно, что Липсий отказывается от рассмотрения жалости и сострадания как эмоций, зато сводит соболезнование к бездеятельному проливанию слёз. Испанская инквизиция не оставила незамеченным несовместимость стоического и христианского подходов в этом вопросе и внесла соответствующую главу «О постоянстве» в испанский «Индекс запрещённых книг».
Липсий осудил сострадание человека не только к отдельным людям, но и к собственной стране. В пример он приводил родную «Белгику», опустошённую гражданской войной, и замечает, что не сокрушающийся обо всех ужасах «либо очень трезв и мудр, либо очень суров» (Const., I, 7). С его точки зрения переживания за родину есть аффект, в основе которого — переживания за собственное благополучие. В качестве примера Липсий приводил историю античного актёра, который брал в театр кости своего умершего сына, что делало его рыдания на сцене правдивыми. Более того: человек боится войны лишь потому, что она наносит ему ущерб. Поэтому никого не печалят вести о войне в Эфиопии или Индии, но все жалуются, случись она в Нидерландах. По этой причине в ходе изложения Липсий довёл до абсурда любовь к малой родине (in minorem hanc patriam) как не происходящую от природы. Под Родиной человек должен понимать единое государство, управляемое одним монархом или единым законом. Только эту Родину человек обязан любить, защищать и, если потребуется, — умереть за неё. Высший патриотизм — космополитический, поскольку истинной родиной человека являются небеса, к которым и надлежит стремиться.
В некотором смысле суждения Липсия носили антиоранжистский характер: для нидерландцев XVI века понятия родины, патриотизма и предательства родины, вводимые в манифестах Вильгельма Оранского, были неологизмами. Для стоика страстная любовь к родине — есть род тяжкой болезни, да ещё и отдающей «плебейским вкусом» (plebeium quendam succum).
Социальную доктрину стоиков Липсий заимствовал у Сенеки, который поддерживал гражданскую активность, но в случае её невозможности проповедовал уход мудреца в себя, в частную жизнь, в занятия философией. Однако у Липсия ситуация усложнялась тем, что в мире правят силы, неподконтрольные человеку, — Фатум и Фортуна. Поэтому в его понимании мудрец занят фактически самозащитой — выработкой полной внутренней независимости от эмоций, что делает его недостижимым для ударов Фортуны. Точно так же и Родину следует защищать и умереть за неё, проявляя «терпение и повиновение» властям. Поскольку трактат был посвящён поведению личности в кризисную эпоху, о созидательных сторонах гражданской активности Липсий не писал.
Рассуждения на эти же темы в «Политике» Липсия менее абстрактны. Например, там задаётся вопрос, должен ли добропорядочный человек участвовать в гражданской войне. Приведя ряд аргументов pro et contra, гуманист выдал двойной ответ: занимающий видные государственные должности должен включаться и завершить гражданскую войну миром. Людям менее известным, в том числе отошедшим от дел, разумнее удалиться в мирное место и поддерживать отечество внутренне (Pol., VI, 6). Как и Жан Боден, Липсий увязывал политическую активность человека с его общественным положением и влиянием.
Поскольку по Сенеке стоический мудрец должен избегать толпы и трудиться на благо людей в своём кабинете (Нравственные письма к Луцилию, VIII), Липсий, по-видимому, рассматривал написание политических трактатов как собственную гражданскую активность. Равным образом и занятия наукой, по Сенеке, были формой развития добродетели, поэтому и учёные занятия могли рассматриваться как форма двойного служения — земного и небесного. Примечательно, что современники восприняли своего рода «терапевтическое» действие трактатов Липсия. Известна история с Яном Амосом Коменским, относящаяся к 1623 году, когда он, переживая тяжёлые испытания, читал на ночь «О постоянстве». Однажды он перечитывал эту книгу весь день, но утешения так и не нашёл, и пришлось обратиться к Библии.

## Юст Липсий — историк

### История, память и благоразумие

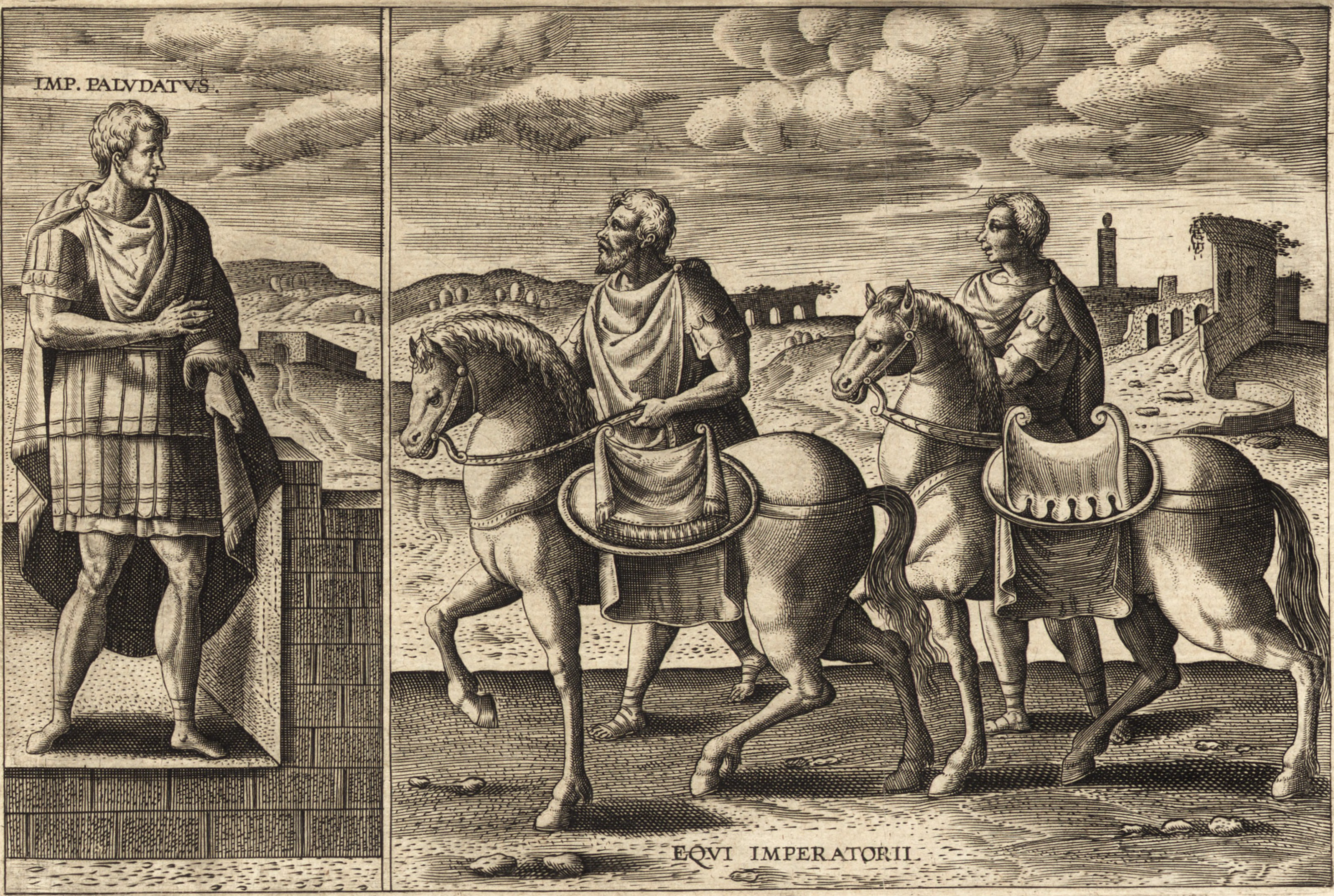
Гравюра из комментария Липсия к Полибию (1602)

Юст Липсий объявил благоразумие вторым принципом гражданской жизни, это «разумение и выбор (intellectum et dilectum) того, чего следует избегать или добиваться в общественной и частной жизни» (Pol., I, 7). В дальнейшем это определение дословно воспроизвёл Алтузий и поставил его в центр собственной политической теории. По Липсию, благоразумие — это «искусство, которое порождают Опыт (Usus) и Память (Memoria)» (Pol., I, 8). Личный опыт необходим в государственных делах, но имеет тот недостаток, что для его обретения необходимы годы; его можно дополнить памятью, то есть опытом, полученным из вторых рук.
История, по Липсию, есть «душа и жизнь памяти». История также дополняет и расширяет знание, полученное на основе опыта, более того, — в истории сконцентрирован опыт человечества, поэтому она указывает надёжный путь к благоразумию и честности. История позволяет экономить время и избегать ошибок, донося примеры пороков и добродетелей. Иными словами, повторив слова Цицерона о том, что история «светоч истины, наставница жизни», Липсий подчёркивал её воспитательную функцию. Однако он повторил и слова Полибия, что «история — вернейшее наставление и упражнение в государственных делах», ссылаясь при этом на опыт Александра Великого и Альфонсо Арагонского (Pol., I, 8). В «Кратких примечаниях» к «Политике» Липсий высказывался о достоинствах историков и выстроил своего рода иерархию. Историк должен быть честным и проницательным, благоразумным и добросовестным; чёткость в суждениях предпочтительнее красноречия (Breves Notae, Ad I. lib. Polit. In Cap. IX.). Иными словами, хороший историк прежде всего — наставник в политических делах, человек, способный систематизировать опыт своего времени и страны и сделать его доступным читателю. Это практически совпадает с мнением Ж. Бодена.
Из греческих историков Юст Липсий восхвалял Фукидида, Полибия и Плутарха, из латинских — Тацита, Саллюстия, Тита Ливия и Курция, на которых неоднократно ссылался. Он также высоко оценил двух византийских авторов, хотя и не цитировал их, — Никиту Хониата и Никифора Григору. Позднеантичную и средневековую историографию Липсий, как и обычно у гуманистов, ставил низко, выделяя лишь Аммиана Марцеллина, Ламберта Герсфельдского и Родриго Толедского (1170—1245). Из своих предшественников, благодаря которым «история пробудилась в наш век», Липсий выделял Филиппа де Коммина, а из современников — Гвиччардини и Пьетро Бембо. Макиавелли не упоминался, поскольку Липсий считал его политическим теоретиком. На творения своих современников он никогда не ссылался, поскольку стремился использовать только авторов, авторитет которых был приемлем для всех его читателей.
Ни политику, ни историю (как благоразумие в смысле государственной мудрости) Юст Липсий не считал науками. Наука (Scientia), согласно Липсию, ограничивается определённым предметом и покоится на знании устойчивых причинно-следственных связей. Поле деятельности благоразумия практически безгранично. Оно охватывает бесчисленное множество единичных вещей (res singularae) и зависит от массы меняющихся обстоятельств, таких как «время, место и люди», а ещё Аристотель доказал, что единичные и случайные вещи не могут считаться предметом науки (Pol., IV, 1).

### Юст Липсий и история античной культуры

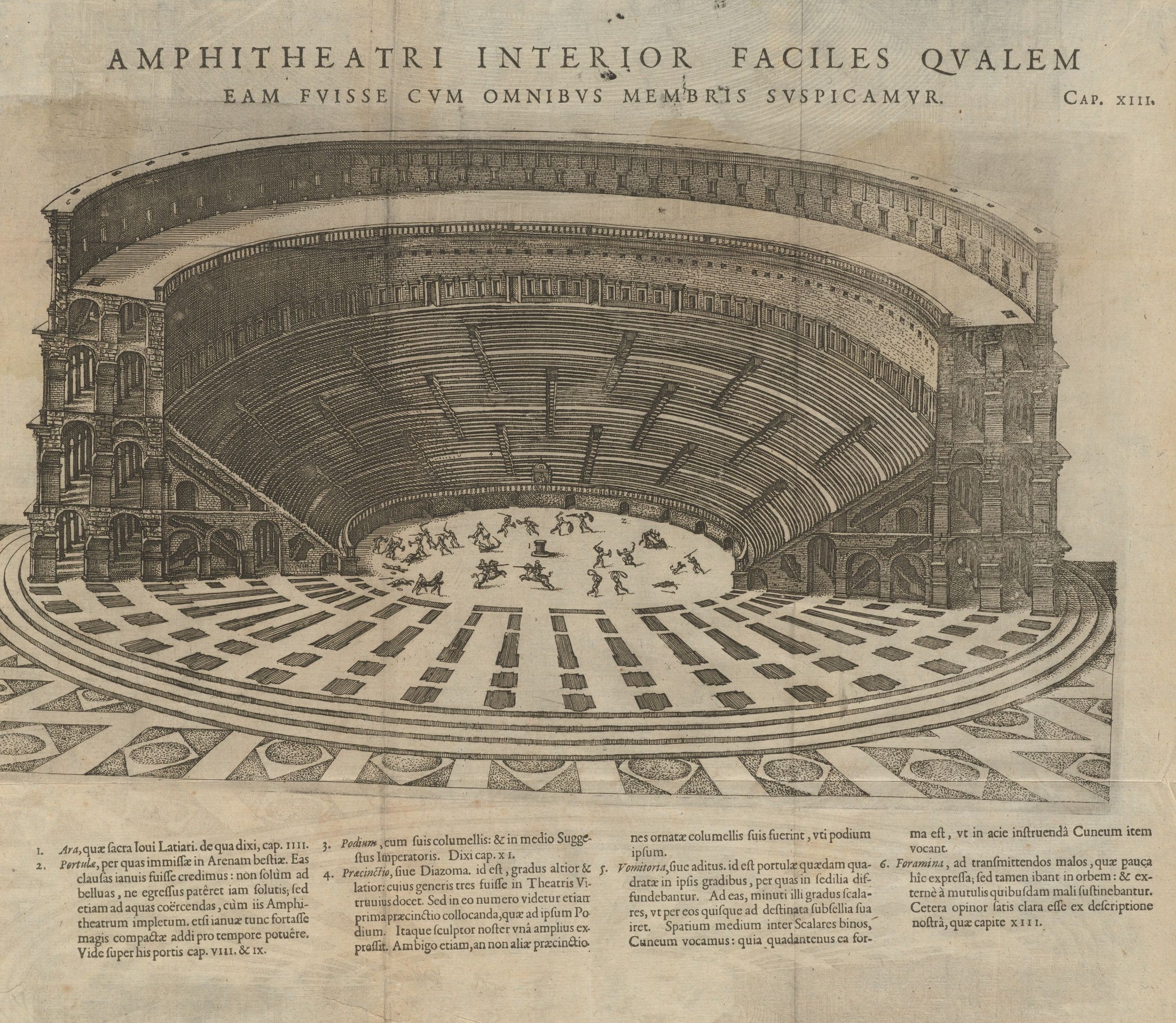
Устройство римского амфитеатра. Гравюра из издания Ivsti Lipsi ad Iac. Monavivm epistola, 1592

По-видимому, работа над текстами античных авторов для Липсия была истинным призванием и главным делом всей жизни. В этом плане В. Нордман охарактеризовал его как первого историка культуры (нем. Kulturhistoriker) в Новое время. Занятия греческими и латинскими античными текстами побудили Липсия изучать обыденные для древних писателей вещи и явления, а также забытые культурные реалии, которые никак не разъяснялись в тексте. Ещё в молодости он составил несколько грамматических и лексических комментариев, справочник по римским именам и тому подобное. В Лейдене вышел его справочник по римским монетам, предназначенный для учебных целей. Постепенно это привело учёного к словесной и даже графической реконструкции культуры и быта древности. В результате в последний период своей жизни, между 1593—1606 годами, он опубликовал несколько новаторских для той эпохи сочинений, начатых трактатом «О кресте», в котором исследовал все разновидности римской казни через распятие, сопровождаемые крайне натуралистическими иллюстрациями (общим числом 22). С этим текстом непосредственно связан трактат об амфитеатрах, в которых казнили христиан, а также трактат о Сатурналиях и гладиаторских боях, которые организовывались на этот праздник. Постепенно это вело Липсия от описания единичных культурных феноменов к комплексному осмыслению важнейших составляющих античной культуры — военного дела и религии. Результатом стали трактаты о римской армии (построенный как комментарий к Полибию — так называемый «Полиоркетикон») и книга о весталках, опубликованная Моретусом в 1602 году.
Мотивы его деятельности как историка могут быть реконструированы из письма некоему Николя де Экевилю (Nicolas de Hacqueville) 1600 года, который осведомлялся у профессора о методе изучения истории. Послание Липсия было весьма обширным и изобиловало ссылками на классических и средневековых писателей. Учёный настаивал на необходимости хорошо знать не только исторические события, но и разбираться в географии и хронологии. Конечной целью историка провозглашалось написание ёмкой и краткой всеобщей истории, далее углубиться в хронологию и лишь затем пытаться работать с подробностями. Юст Липсий разделял миф и историю, причём собственно историю классифицировал на естественную (Naturalis) и нарративную (Narrativa). Нарратив в свою очередь включает историю священную и светскую, а светская история включает публичное и приватное измерения.
Далее Липсий давал более сложную классификацию сюжетов нарратива:
1. Memorabilia («заслуживающее внимания») — важнейшие события политической истории.
2. Ritualia, или sacra (то есть «священное», относящееся к культу);
Понятие sacra включает: богов, их имена и характеристики, жертвоприношения, культ, храмовые строения, жрецов, молитвы.
3. Profana («мирское»), подразделяемое на privata («частное») или publica («общественное»):
privata: свадебные и похоронные церемонии, бани, пиры, одеяния, деньги;
publica: право, суды и приговоры, наказания, казни, тюрьмы, общественные игры, театральные зрелища, триумфы, религиозные праздники.
4. Civilia («относящееся до государства и общества»): правительство, установления, перевороты и смены правительства, аристократия, простонародье.
5. Moralia («относящееся к морали и этике»): добродетели и пороки[105].

Юст Липсий провёл и классификацию исторических периодов, расположенных более или менее линейно:
1. [Древний] Восток (Orientalis): Египет, Ассирия, Вавилония и Персия.
2. Греция (Graeca).
3. Рим (Romana);
древняя эпоха — до Октавиана Августа (14 год н. э.);
средняя эпоха — от Августа до основания Константинополя (330 год);
новая эпоха — после основания Константинополя.
4. Варвары (Barbara) — не-греки и не-римляне[106].

Практически в соответствии со своими схемами, Липсий в 1598 году опубликовал трактат обо всех древнеримских достижениях (Admiranda sive de magnitudine Romana libri quattuor ad Serenissimum Principem Albertum Austrium). С его точки зрения наследницей древней Римской империи выступала Священная Римская империя германской нации, не случайно и посвящение труда эрцгерцогу Альбрехту Австрийскому. В названии был использован герундий admiranda (буквально — «достойное восхищения»), что указывало на цель автора: вызвать у читателя восторг перед величием древней цивилизации и раскрыть перед глазами новоевропейских правителей вечный образец для подражания. Издание in-quarto включало 255 страниц и может рассматриваться как отражение собственного опыта Липсия в Риме и фокус его антикварных интересов, но также может быть интерпретировано и как своего рода путеводитель для пилигрима-гуманиста.

### Издания Тацита
По словам С. И. Соболевского, «Липсий знал наизусть всего Тацита и хвалился, что может прочесть любое место из Тацита, даже если ему при этом приставят к горлу нож, чтобы вонзить при первой ошибке или заминке». Сочинениями Тацита Липсий глубоко заинтересовался в Риме, когда посещал лекции Марка Антуана Мюре. В их издании 1580 года Мюре утверждал, что сочинения Тацита несут практическую пользу для читателей, ибо очевидно сходство времён — описанного Тацитом принципата и современной монархии. Тем не менее, Липсий раньше, чем его учитель, публично поставил Тацита в современный ему политической контекст — в цикле лекций, прочитанных в Йене в 1572 году. В стиле изложений он подражал Тациту и проводил многочисленные параллели, например, сравнивая герцога Альбу с Тиберием, так же как и сожжение книг с практикой инквизиции.
Критическое издание сочинений Тацита 1574 года Липсий посвятил императору Максимилиану II. В посвящении он писал о «подобии времён» (similitudo temporum) с императорским Римом и важности Тацита для современного читателя. Примечательно то, что в качестве практического вывода из античного писателя Липсий назвал лишь моральное наставление граждан. Неудивительно, что апелляция к негативным сторонам жизни Первого Рима не привлекла монарха, и историк так и не получил места при дворе. Издание «Анналов» 1581 года было посвящено Генеральным Штатам Голландии, в этом посвящении вновь излагалась та же идея: непреходящая актуальность Тацита следует из того, что он писал о монархии и тирании, его сочинения — «как бы театр сегодняшней жизни» (velut theatrum hodiemae vitae). Липсий также упомянул, что древний историк оставил описания хаттов и Батавии, показал, что батавы, жившие на окраине Римской империи, «не без тайного определения судьбы уже тогда были защитниками и ревнителями общественной свободы». Иными словами, Липсий предложил своего рода республиканскую интерпретацию Тацита, но по обстоятельствам своей жизни больше никогда не развивал её и не обращался к исследованию восстания Цивилиса, которое было описано в «Истории». Впрочем, в предисловии Липсий писал, что не хотел создавать политического комментария, который бесполезен для неискушённых читателей. Как отмечал П. Схрайферс, интерпретация Тацита у Липсия напрямую зависела от адресата и «была монархической для монархов и республиканской для республиканцев». По-видимому, он сам не видел противоречия между Тацитом — советником монархов и наставником подданных.

### «О библиотеках»

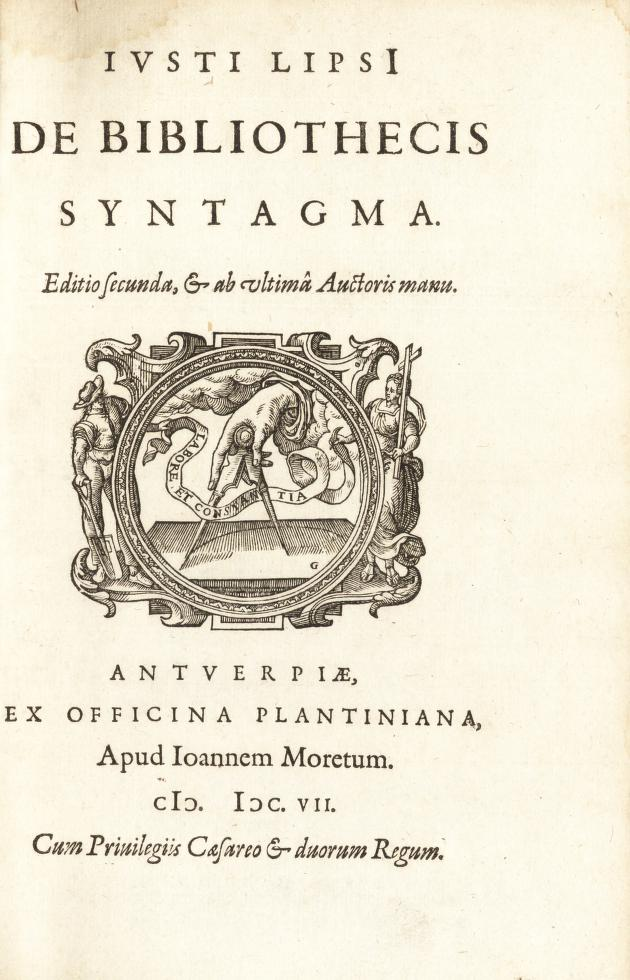
Титульный лист трактата «О библиотеках» издание 1607 года

Для Липсия — как и для всех гуманистов — античность была не чем-то ушедшим в прошлое, а вечно живым образцом, которым можно было руководствоваться даже в повседневной жизни. Помимо советов правителям, как организовать жизнь их подданных, важнейшей задачей Липсия был поиск средств объединения интеллектуалов. Это и побудило его создать трактат «О библиотеках». Присутствующее в оригинальном названии греческое, написанное латиницей слово syntagma обозначало античный литературный жанр; тот же термин был использован в сочинении Липсия «О Весте и весталках». Синтагма подразумевала последовательное изложение подобранных и систематизированных сведений о каком-либо предмете, в данном случае — все сведения о древних библиотеках, извлечённые из памятников греко-римской словесности. Расположив их в хронологическом порядке от Древнего Египта до конца Римской империи, облегчив тем самым изыскания учёных следующих поколений, Липсий подчёркивает, что главной его целью было показать достойные образцы тем, кто будет заниматься составлением и организацией новых публичных библиотек Европы. Книга была посвящена знатнейшему феодалу Испанских Нидерландов Карлу III де Круа. Высокопарное посвящение несло следующий посыл: под благодетельным правлением Испании на землю Нидерландов должен снизойти мир, и тогда даже в самых маленьких княжествах можно будет возрождать библиотеки, которые со временем сравняются с библиотеками древности, а через них — произойдёт подлинное возрождение наук и словесности. Люди выдающиеся и достойные благодеяний должны быть не только свободны от мирских забот, но и жить без опаски за высказанные ими суждения. Атмосфера творческих бесед и диспутов, отстаивание разных точек зрения суть единственный путь к истине. Князья же будут получать советы от учёных мужей, как получал их когда-то просвещённый император Адриан. Распространяя книги, они наилучшим способом обессмертят и свои имена.
Трактат «О библиотеках» был систематизированным изложением 120 цитат из 42 античных авторов, включая Иосифа Флавия. 24 из них писали на латыни, и 18 — на греческом языке. Наиболее часто цитировались Страбон, Сенека и Плиний Старший (последний — 11 раз). Несколько раз цитировались Плутарх, Светоний и Авл Геллий (последний — 7 раз). Также цитировались Витрувий, Диодор Сицилийский и Павсаний. Хотя Юст Липсий неопределённо ссылался и на «христианских писателей», из Отцов Церкви представлен только Исидор Севильский.
Содержательно изложение начинается от времён фараонов: самым древним ценителем книг Липсий называл фараона Озимандия, сведения о котором заимствовал из Диодора. Далее автор сразу переходил к Александрийской библиотеке, причём главной заслугой её учредителей — Птолемеев — Липсий назвал то, что они сделали книги общим достоянием, а также, не ограничиваясь эллинской мудростью, на равных основаниях и с уважением хранили мудрость египтян, халдеев, евреев, римлян, заботясь о доступных переводах их текстов на греческий язык. В гибели библиотеки Липсий прямо обвинил Юлия Цезаря, что, видимо, накладывалось на его негодование от сожжения испанцами Гента и Антверпена. Хотя Липсий и не мог прямо обвинить в сожжении Серапеума христиан, но сделал это намёком. Далее он перечислял греко-римские библиотеки и похвалил античных тиранов Писистрата и Поликрата за то, что они передали книги в общее пользование: «за такую благотворительность можно даже отбросить при их упоминании ненавистное слово тиран» (odiosum hoc modo cognomen tolle). Аристотель назван учёным, «учившим искусству собирать книги», а среди римлян, достойных подражания, восхваляются Лукулл и Азиний Поллион, основатель первой светской публичной библиотеки в Риме. Особого упоминания удостоился Серен Саммоник, подаривший библиотеку императору Гордиану Младшему. Липсий утверждал, что для императоров, в отличие от частных лиц, забота о книгах не прихоть, но государственная обязанность.

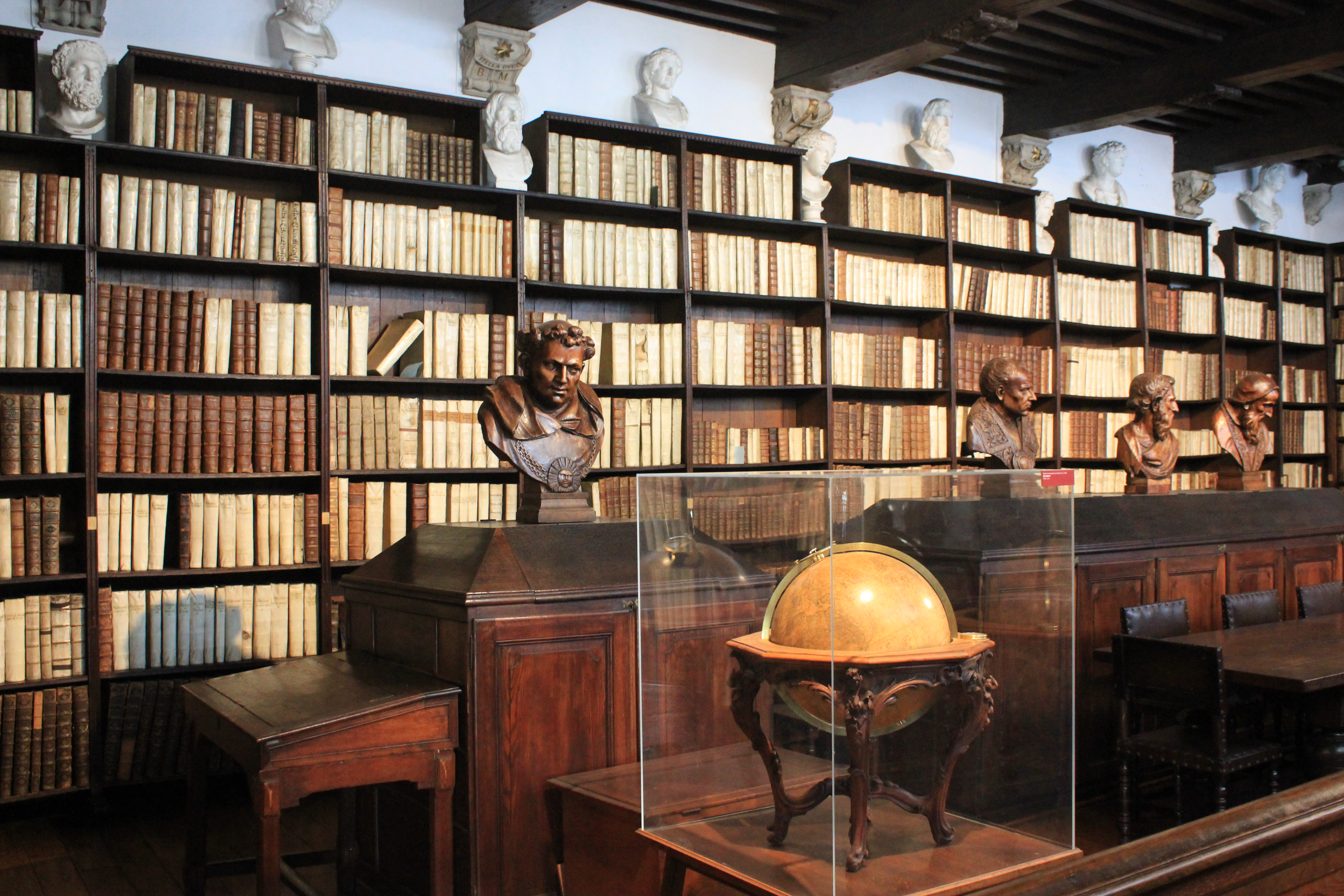
Большая библиотека в Музее Плантена-Моретуса. Фото 2012 года

Анализ трактата «О библиотеках» показывает, что даже во времена Липсия книги ещё не стали обыденным предметом, сохранялось античное и средневековое отношение к ним как к произведениям искусства. Для Липсия книга, вне зависимости от содержания, представляла собой артефакт, музейный экспонат, которым можно было любоваться; рукописи он ценил намного выше печатных изданий. Поэтому он полагал, что библиотеки являются чем-то средним между храмом и музеем, куда приходят любоваться книгами. Убранство библиотек, для создания нужного настроения, следует делать как можно более роскошным и торжественным, наподобие убранства храмов. Библиотеки древних имели разноцветные мозаичные полы, над залами возводились золочёные своды, шкафы дорогого дерева инкрустировались слоновой костью. Однако действеннее роскоши было другое украшение: «…наилучшее и достойное подражанию украшение, которое ныне ещё не применяют, это изображения или статуи учёных мужей, поставленные перед полками с книгами. Разве это не прекрасно и не было привлекательно для глаз и рассудка?» Видимо, в соответствии с идеями Липсия, была украшена библиотека издательского дома Плантена-Моретуса в Антверпене.
Автор достаточно скромно оценивал своё творение. Однако в 1604 и 1607 годах вышли переиздания трактата с авторскими дополнениями (последнее вышло в свет уже после его кончины). В 1619 году Бальтазар Моретус перепечатал в Антверпене издание 1607 года, даже с тем же самым посвящением, но обозначил его как «третье». Уже в 1613 году книга была издана в Лионе, и с французского издания был сделан испанский перевод, впрочем, так и не опубликованный. Издание 1620 года вышло с заметками Фульвио Орсини, итальянского филолога, историка, антиквара и мецената, друга и покровителя Эль Греко. Книгу включали и в собрание сочинений Липсия, а всего до 1741 года вышло 25 латинских изданий и 5 переводов, но со временем она была забыта среди прочих философских, политических, исторических и филологических трактатов фламандского гуманиста и не переиздавалась до начала XX века.

## Политическая доктрина

### Трактат «Политика»

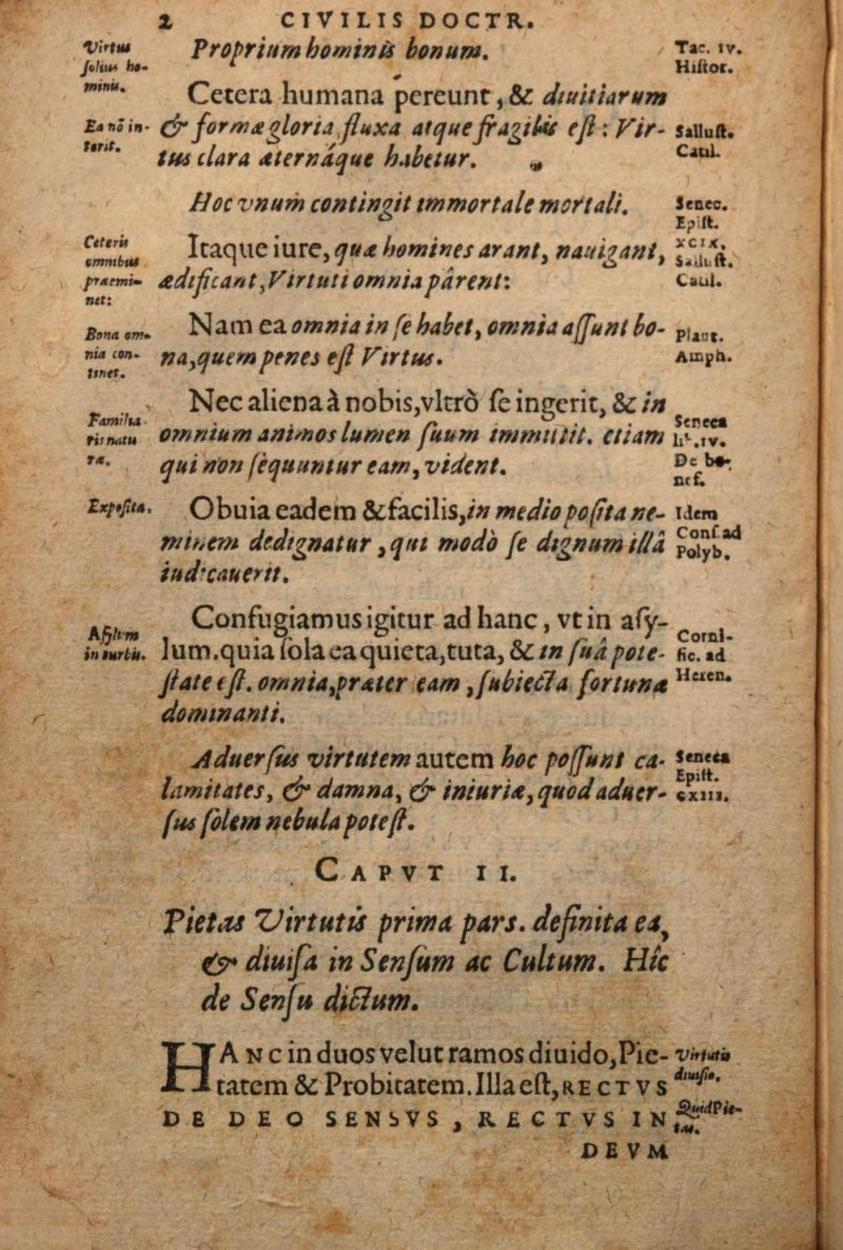
Страница из первой книги трактата «Политика», демонстрирующая структуру текста

Трактат «Шесть книг политики, или гражданского учения» (Politicorum sive civilis doctrinae libri sex), увидевший свет в 1589 году, является основным источником по этико-политическим взглядам Липсия. При жизни автора это было его самое знаменитое сочинение, к середине XVII века выдержавшее 96 изданий (по подсчётам А. Корон в диссертации 1974 года). В одной Франции в 1590—1613 годах перевод трактата выходил 11 раз. «Политика» существует в двух редакциях: в протестантских странах переиздавался вариант 1589 года, а в католических — несколько переработанное по указаниям иезуитов издание 1596 года. Достаточно сложным является жанровое определение трактата: с одной стороны, он продолжал средневековую и ренессансную традицию «Зерцал государя», с другой стороны, он был выдержан в античном жанре центона, своего рода «монтажа» из цитат древних авторов. По этой причине, позднейшие исследователи отказывали Липсию в оригинальности, именуя его лишь издателем-составителем.
Объёмный трактат включал 2669 систематизированных цитат 117 античных авторов, значительная часть которых была извлечена из трудов Тацита (всего 528). Далее по частоте использования следует Цицерон (198 цитат, из них 42 из трактата «Об обязанностях», 21 из писем к Аттику), Сенека (178 цитат, 57 из которых из трактата «О милосердии», 38 из нравственных писем к Луциллию), Саллюстий (150 цитат), Тит Ливий (примерно 150 цитат), Квинт Курций Руф (около 70 цитат), Вегеций (около 90 цитат), Аристотель (60 цитат). Античные цитаты являются частью авторского текста и связаны между собой комментариями самого Липсия. В тексте цитаты выделены курсивом, ссылки на них напечатаны на полях книги, причём при наборе цитаты выделены двойным межстрочным интервалом и визуально не сливаются ни друг с другом, ни с авторским текстом. При этом комментарии Липсия в виде маргиналий зачастую образуют самостоятельный последовательный текст, который не сливается с основным содержанием и требует от читателя постоянного сопоставления.
Энн Мосс специально проанализировала «Политику» как представителя особого жанра — книги общих мест. Речь идёт о топике — особом разделе античной риторики, особые сочинения по которой составили Аристотель и Цицерон. Теория «мест», откуда извлекаются сведения, была основой мнемонических систем, которыми пользовались интеллектуалы античности, средневековья и Ренессанса. В XVI веке запоминание стало постепенно заменяться на книги, построенные по той же системе. В гуманистических школах ученики по ходу чтения выписывали из авторитетных авторов цитаты и примеры и систематизировали их (по алфавиту, ключевым словам и т. п.). «Книги общих мест» являлись прообразами базы данных или искусственной памяти, с помощью которой можно было собственный опыт выразить на языке господствующей моральной парадигмы, подкрепить собственную точку зрения ссылкой на авторитеты; вдобавок, это была модель для стилистического подражания. Даже получившие начальное образование в латинской школе приобретали мнемонические навыки и привычки чтения и писания. Из школьной практики книги общих мест перешли в широкое употребление после изобретения книгопечатания. Первое систематическое руководство по составлению таких книг создал Эразм Роттердамский (De copia). Э. Мосс пришла к выводу, что «книги общих мест» (и «Политика» Липсия) служили своего рода «агентами культурного единства в постреформационной Европе», поскольку апеллировали к единой гуманистической культуре, общему для европейских интеллектуалов латинскому языку, общим образцам для подражания.
Трактат посвящён «императору, королям и князьям», но при этом отсутствует упоминание о конкретных правящих особах; отсутствуют и восхваления. В посвящении сказано, что монарх занимает в обществе особое место, поскольку своей политикой влияет на благополучие страны, его моральный облик определяет уровень нравственности, а также порядок и стабильность в обществе. Липсий следующим образом сформулировал задачу своего труда — воспитание властвующих «для правления», средством которого является обращение к мудрости древних, «которые не льстят, ничего не утаивают, передают чистую и неподдельную истину». Обращение к первоисточникам Липсий провозгласил источником политического благоразумия, но при этом сентенции в тексте преобладают над примерами, с которыми ведётся аналитическая работа. Сентенции же лишены исторического контекста и возводились Липсием на уровень обобщения. Сам автор с гордостью утверждал, что в трактатах «О постоянстве» и в «Политике» «создал из филологии философию».
«Политика» была снабжена сборником кратких замечаний (Ad libros Politicorum Breves Notae) — своеобразным комментарием. В издании 1589 года он охватывал первые три книги, а в издании 1596 года был распространён на две первые главы четвёртой книги, подвергшихся нападкам протестантских критиков. Липсий высказался здесь о значении истории для государственной мудрости; в отличие от его антикварных трактатов обсуждались достоинства историков древности и современности.

### Макиавеллизм Юста Липсия
В четвёртой книге «Политики» центральное место занимал вопрос о благоразумии монарха, истолкованного в русле проблем, поставленных столетием ранее Макиавелли: допустимость обмана в политике, идеальное соотношение «льва» и «лисы» в характере государя и т. д. В результате Липсий сформулировал особый вид политической мудрости — «Prudentia mixta» — сиречь благоразумие, смешанное с обманом (IV, 13). Однако взгляды его на допустимость обмана неоднозначны. Определение обмана дано чётко: «отклоняющийся от добродетели и законов хитрый замысел во благо государя и государства» (IV, 14). Дана и классификация обмана: лёгкий (Levis), средний (Media) и большой (Magna).
1. Лёгкий обман не слишком отдалён от добродетели и предполагает недоверчивость (Diffidentia) и сокрытие или притворство (Dissimulatio).
2. Средний обман «доходит до границы с пороком». Он включает привлечения на свою сторону (Conciliatio) и введение в заблуждение (Deceptio).
3. Большой обман «далёк не только от добродетели, но и от законов, доходя до твёрдого и полного коварства». Он включает вероломство (Perfidia) и несправедливость (Injustitia).

Я. Васзинк предположил, что классификация обмана у Липсия отражает попытку «научного» подхода к монаршему обману, одновременно позволяя демпфировать его наиболее опасные стороны.
Монарх, по Липсию, обязан быть недоверчивым, ибо легковерие постыдно и может завлечь в ловушку. Здесь дана ссылка на Цицерона: монарх «не должен ничему доверять, но всего опасаться», что особенно важно при дворе. Верить, однако, следует, но лишь тем немногим, чья верность проверена временем, недоверие же следует тщательно скрывать. Далее идёт рассуждение о привлечении на свою сторону, то есть подкупе. Подкуп (Corruptio) — это «когда ты ловко склоняешь и переманиваешь к себе души и тела тех, кто состоит на чужой службе». Липсий неодобрительно писал, что это искусство слишком распространилось при дворах в его время. Привлекать к себе можно также уговорами (Suasionis) и подарками (Doni), причём второй путь применяется гораздо чаще. Подкуп широко распространён во внешней политике, особенно во время войны, когда во вражеском стане монарх ищет людей, готовых продать ему все тайны.
Липсий считал дозволенным использовать обман для действий себе на пользу, ссылаясь при этом на Платона. Однако применять его можно лишь «ради пользы подданных». Обман ради общественного блага подобен яду, входящему в состав лекарства, сохраняющего жизнь. Рассуждая таким образом, Липсий был вынужден обратиться к авторитету Священного Писания и Святых Отцов. Иными словами, он должен был найти божественное оправдание обману. Он цитировал ветхозаветные Притчи Соломоновы (Прит. 3:32 и Прит. 17:7) и Иисуса Сирахова (Сир. 7:13) и Блаженного Августина, выбирая фрагменты, осуждающие ложь даже во славу Божию. Далее выясняется, что Августин находил такие виды обмана, «в которых нет большого греха, хотя они и не без греха» (IV, 14). Таковы небольшие по масштабу подкуп и введение в заблуждение (Corruptiunculas, Deceptiunculas), «когда их применяет хороший и законный правитель против злых и ради общего блага». Поэтому большой обман есть мерзость перед Господом, Которого обмануть нельзя.
Далее следует рассуждение о политическом убийстве и его следствиях. С одной стороны, оно является несправедливостью, в этой связи возникает неудобный вопрос: допустимо ли тайно уничтожить человека, возбуждающего в стране беспорядки, если невозможно устранить его по закону, не вызвав этим ещё больших волнений? Липсий полагал, что общественное благо извинит такое деяние. Однако из этого возникал другой вопрос: можно ли иногда обходить или нарушать законы и привилегии подданных? Выясняется, что и это возможно, поскольку государь не только действует в рамках закона, но и предписывает сами законы. Наконец, позволительно ли монарху занять чужой город или провинцию, удачно расположенные относительно его страны, которые, если их не занять, захватит другой и тем создаст источник постоянного страха и ущерба для государства? Липсий цитировал в этом месте Сенеку: «злодеянье с удачным исходом добродетелью люди зовут». Такие действия дозволительны только при крайней необходимости, и только спасая своё государство, а не преумножая его владения. Всё перечисленное остаётся грехом и не оправдывается Богом.
Юст Липсий не снимал противоречия между полезным и нравственным, но демонстрировал этический релятивизм, что привело к запрету соответствующих глав его «Политики» испанской Инквизицией. Причиной была его аргументация к вопросу об обмане, который он считал альтернативой жестокости. Хотя ещё у Фомы Аквинского было представлено учение о необходимости, которая не подчиняется человеческому закону, Липсий не апеллировал к иерархии прав. Универсальным принципом управления для Липсия был прагматизм. Именно в этом проявлялось различие между Макиавелли и Липсием. Флорентийский мыслитель прежде всего был озабочен вопросами захвата власти во имя политического единства и во избежание хаоса и раздробленности. Мир Липсия вступил в эпоху абсолютизма, и возможности абсолютных монархий можно было обратить на внутреннее благо.

### Учение о государстве
Юст Липсий не пытался специально исследовать вопрос о возникновении общества и государства. Однако в «De Constantia» имеется фрагмент (Const., 1, 11), позволяющий судить об этом. Подход Липсия был философским и был направлен на доказательство не природной, а социальной обусловленности мощного аффекта — любви к родине. Государство он выводил из обычая, из которого постепенно возник закон и государственные институты. Поскольку переход от социальной жизни к политической не имел чётких вех, это стало причиной заблуждения, что идея Отечества возникла от природы. По Липсию, традиция и привычка формируют восприятие реальности и искажают её.
В «Политике» также нет раздела о происхождении государства, изложение начинается от его сущности. Исходным понятием является Vita Civilis — гражданская или общественная жизнь «в человеческом сообществе для взаимного удобства и пользы» (ad mutua commoda sive usum) (Pol., I, 1). Это сотрудничество (Societas) людей, осуществляемое через торговлю (Commercium) и государство (Imperium); хотя Липсий выделял в торговле моральную и экономическую стороны, но не обсуждал в своём трактате этого предмета. Торговля предполагает равноправие партнёров, в то время как государство есть «твёрдо установленный порядок повеления и подчинения» (certus ordo in jubendo et parendo). Иными словами, Липсий связывал отношения господства и подчинения не с насилием, а с пользой и необходимостью. Пример здесь приведён из мифологии: волшебная палочка Цирцеи, от прикосновения которой люди и животные делались смирными (Pol., II, 1) .
Для Липсия безначалие равносильно беззаконию, отсутствие подчинения ведёт к хаосу, поскольку природа толпы (Natura vulgi) непостоянна, действует под влиянием аффектов и лишена разумного суждения. Чернь следует за большинством, словно стадо, она завистлива, подозрительна, легковерна, всё преувеличивает, распространяет ложные слухи, легко становится мятежной, если её подстрекают. Толпа благоволит горячим головам, равнодушна к обществу (neglegit rem publicam), дерзка, не знает меры в страхе и надежде (Pol., IV, 5). Парадоксально, что Макиавелли утверждал в комментарии к первой декаде Тита Ливия, что «народные массы мудрее и постояннее государя».
Государство, привносящее порядок в общественный хаос, для Липсия является самостоятельным институтом, стоящим над обществом и отвечающим интересам общества как целого. Функция государства — в обуздании толпы ради общей стабильности, чего требует природа человека, подверженная аффектам. Несовершенство человеческой природы признаётся Липсием как данность, вне всякой связи с первородным грехом.

#### Формы правления
Липсий выделял три формы правления — монархию, аристократию и демократию (Principatus, Optimatum et Populi status), вне формы которых не может существовать ни одно государственное образование (Pol., II, 2). В «Политике» демократия и аристократия не рассматривались, поскольку автор отдавал предпочтение монархии. Монархия, по Липсию, имеет двуединое происхождение — и божественное, и человеческое, о чём сказано в обращении к правителям. Это доказывается ссылками на Каллимаха, Гомера и Тацита. При этом он не пытался подтвердить божественное происхождение власти ссылками на христианские авторитеты и Писание, поскольку вмешательство Творца в дела человечества трактовал как выражение его воли через Фатум. Впрочем, Липсий признавал возможность непосредственного раскрытия правителю божественной воли через сны или пророчества.
Не касаясь вопроса о механизмах происхождения монархии, Липсий начинает исследование полезности этого института. Важнейшими аргументами становятся то, что монархия — самый древний и испытанный временем тип государства; единовластие соответствует природе, ибо даже у животных существует подобие царской власти. Монархия также наиболее согласна с разумом, который требует, чтобы одно тело управлялось одним духом, один корабль — одним капитаном. Монархия передаёт власть единственному, там же, где власть разделена, существует опасность разногласий; единоначалие — надёжное средство от беспорядков (Pol., II, 2).
Наряду со справедливостью, признаками хорошего государства являются спокойствие и согласие. Монарх обеспечивает власти авторитет и, как следствие, — почтение и страх, узы повиновения и спокойствия (Auctoritas, et quod sequitur, Reverentia aut metus, vinculum obedientie et quietis). При республиканском строе у правителей сильнее выражены честолюбие и алчность; вдобавок коллегиальность и сменяемость должностных лиц означают, что носители власти поступают на службу без опыта и складывают полномочия, едва начав постигать искусство правления, и могут завидовать своим преемникам. Кроме того, коллегиальность мешает сохранению государственной тайны (Критику республиканской власти Липсий представил в трактате «Monita et Exempla»). От тирании монархию отличается легитимность. Существуют два легитимных пути вступления на престол: выбор (Electio) и наследование (Successio). Выбор древнее и позволяет вручить бразды правления самому достойному (Pol., II, 3-4). Характерно, что мыслитель обходил стороной механизм выбора, не связывал его с народным суверенитетом и правом каких-либо лиц и институтов контролировать избранного монарха. Наследование обладает существенными преимуществами, является общепринятым и не провоцирует мятежа и иных угроз (Pol., II, 4).
В связи с ситуацией в елизаветинской Англии, Юст Липсий специально коснулся вопроса женского правления, признавая его допустимым, «если это не противоречит закону или обычаю страны» (примером как раз приводятся британцы). Липсий перечислял недостатки женского пола — слабость, непостоянство, недостаток благоразумия, склонность к пороку, но тут же заявил, что добродетель доступна для всех.
Тираном Юст Липсий называл того, кто правит «вопреки обычаям и законам» независимо от легитимности его прихода к власти (Pol., VI, 5), а также заботится лишь о личных интересах. Следовательно, власть законного монарха и основана на законе, и ограничена им. Закон этот — не божественный, и не природный, а человеческий, который может писаным (lex) и неписаным (mos), в зависимости от каждого конкретного народа. С течением времени даже законные правители склонны забывать о благе народа, и единоличная власть легко вырождается в высокомерие (Pol., II, 5). Иными словами, Юст Липсий воспринимал монарха в том числе как должностное лицо, которое не должно злоупотреблять служебным положением, и чьи обязанности тем больше, чем выше его место в обществе. Царская власть — тяжкое бремя (onus), поскольку монарх вынужден постоянно трудиться, размышляя не о собственной выгоде, а о благе подданных (Pol., II, 6).
Ссылаясь на Сенеку, Липсий заявил, что монарха (Rex) от тирана отличает то, что «первый владеет оружием, используя его для защиты мира; второй же — чтобы великим страхом укротить великую ненависть» (Pol., VI, 5). Монархия чрезвычайно важна для дела мира (Pol., II, 2), идея разрешения конфликта мирным путём проходит через всю «Политику» Липсия. Изложению преимуществ завершения внешних войн миром автор отвёл особую главу. По мнению Липсия, победитель, дарующий мир, демонстрирует тем самым своё великодушие и благородство. Даровать мир подобает государю, ибо это способствует его славе и пользе. Нельзя «упускать тот момент, когда ты можешь не принять мир, а даровать его» (Pol., V, 20).

#### Личный пример и закон
Согласно Липсию, государство хорошо защищено, «если его обитатели нравственны»; напротив, недобродетельное общество не может быть не только достойным одобрения, но и прочным (Pol., II, 8). Поэтому для стабильности государства первостепенное значение имеет нравственное здравие народа, а дальновидный монарх заботится о моральном облике своих подданных. Воспитание подданных Липсий объявил основным методом монархического управления. Государь воспитывает подданных двояким образом: через закон (Lex) и собственным примером (Exemplum), последний «действует успешнее, чем сами законы» (Pol., II, 9). Эта идея представлена и во введении к трактату, причём там утверждается, что между монархом и подданными существует связь, подобная связи разума с телом. Липсий писал:

Как от солнца в мире зависят свет и тень, так от государя — порочна или праведна большая часть его подданных.
— Imperator, reges, principes
По Липсию, государь должен думать прежде всего о том, как исправить подданных, а не как наказать. Порой для этого достаточно исправиться самому, иначе может случиться, что монарх покарает за преступления, причиной которых является он сам.
В доктрине Липсия личный пример государя связан с идеей милосердия, тогда как закон — со справедливостью. Цитируя Аристотеля, гуманист заявил, что «в законах заключено здоровье государства» (Pol., II, 11). Юридические тонкости его не интересовали, он обосновывал теоретический принцип функционирования законодательной системы. Прежде всего, необходимо правовое регулирование. «Право беспристрастно, не взирает на деньги или лица и исходит из предписаний законов (ex legum praescriptio)» (Pol., II, 11). Ссылаясь на Тацита, он заявил, что «государство портится обилием законов» и рекомендовал их стабильность и умеренное количество. Липсий не жалел выражений по адресу адвокатов (advocati) — этой «чумы Европы», которые наживаются на толковании чрезмерно сложного законодательства. Липсий настаивал, что следует придерживаться старых, наиболее проверенных временем законов (Pol., IV, 9). С другой стороны, старые законы чрезмерно суровы и не годятся для новых времён, поэтому их по необходимости и во имя пользы можно изменять. Однако монархи предостерегаются от новаторов, которые заботятся о собственной выгоде; законодательная реформа должна осуществляться постепенно, только так можно добиться от закона функции воспитания граждан. Равным образом, принуждение оправданно только в случае восстановления общественного блага, причём насилие является одним из проявлений закона. Юст Липсий выступал против наказаний, ибо они порождают в подданных страх, а не любовь к правителю; жестокость вызывает восстания (Pol., II, 13) .

### Абсолютная власть и аппарат управления
По Юсту Липсию монарху редко бывает достаточно собственной мудрости, а тяжесть (moles) власти столь велика, что следует разделить её с помощниками. Государь нуждается в двух типах помощников (adjutores): советниках (Consiliarii) и министрах (Administri). Первые помогают ему «словом и разумом», вторые — «руками и делом». Приобрести их можно при помощи рассудительности, природной или добытой опытом (Pol., III, 2), руководствуясь при этом компетентностью, а «не личными склонностями и не чьими-то рекомендациями или просьбами» (Pol., III, 4). Давая определение советников, Липсий совмещал не только их функциональные обязанности, но и личные качества. Советники должны иметь хорошую репутацию, быть благоразумными во всём и при этом являться местными уроженцами, потому что иностранцам хуже знакомы обычаи, быт и положение страны. Советники должны быть зрелых лет или старцами, поскольку молодые люди не обладают проницательностью и прозорливостью. Старцы же не станут искать новшеств или не будут чрезмерно хитроумными. Советники также должны быть благочестивыми, свободными и не раболепными в суждениях (liberi), а также твёрдыми, скромными и молчаливыми (Pol., III, 5).
Советники заседают в Королевском совете, все обсуждения в котором должны проводиться своевременно. Липсий рекомендовал правителю установить и неукоснительно соблюдать определённый день и час заседаний Совета (Pol., III, 8). Обсуждения не должны затягиваться, при этом государь обязан выслушивать всех, причём непредвзято, ибо сам решает, какой совет был наилучшим; он же принимает окончательное решение и вправе отвергнуть все рекомендации. Отличительная особенность действий Совета — тайна, чтобы о решениях не могли узнать противники. Поскольку успех в политике зависит от Фортуны или от Бога, государь не должен награждать за хорошие советы и не карать за дурные. По мнению Г. Острайха, Липсиева концепция королевского совета была реализована в Европе XVII века и широко применялась.
Юст Липсий отделял функции Королевского совета и исполнительной власти. Министры-«Administri» разделены на две категории: те, кто осуществляют управление на благо всего государства (publice) и на благо монарха лично (privatim principi). Вся административная терминология им заимствована из древнеримских источников. К категории публичных министров относятся главы местной администрации (префекты), военачальники (президии), казначеи-квесторы, судьи и прочие. Иными словами, Липсий достаточно чётко разграничивал гражданское, военное и финансовое ведомства. Дворцовая же администрация (Palatini) призвана поддерживать великолепие двора (Pol., III, 10).
Набор требований к министрам у Липсия отличался от представленного для советников монарха. Например, для членов Королевского совета он не оговаривал происхождение. Однако для чиновников он выдвигал непременное требование происходить из почтенного рода; безродных нежелательно допускать к управлению, разве что они будут отмечены особыми достоинствами. Причина в том, что это подрывает уважение к монарху. Липсий эмоционально писал, что «лучше и защищённее то государство, в котором плох [только] монарх, чем то, где плохи его министры» (Pol., III, 10). Злоупотребления исполнительной власти в конечном счёте роняют авторитет государя, на него же падает и вся ответственность. Помимо происхождения и личной порядочности, администраторы должны обладать природными дарованиями, причём лучше избегать назначать как слишком одарённых, так и непригодных. Лучшие администраторы — средних способностей (medii ergo optimi). Чиновник не должен рассуждать — он лишь руки своего монарха. Поэтому чиновникам низких рангов Липсий рекомендует быть послушными, услужливыми
(obsequiosi) и отважными (audaculi), высшим — скромными, но не кичливыми. Все свои заслуги они должны приписывать государю, будучи подобными Луне, которая берёт свет от Солнца. Высшие придворные должны быть также терпеливыми и «крайне осторожными», поскольку им постоянно угрожают интриги и опала.

### Право и судопроизводство. Налогообложение
Юст Липсий выступал за право, основанное на законе, гарантом которого выступает монарх. Теоретически люди всех званий и имущественного положения равны перед законом, но для знати имеются известные послабления. В судопроизводстве должны одновременно применяться строгость и милосердие, ибо страх служит не наказанию, а удерживает людей от совершения преступлений и поддерживает почтение к власти (Pol., IV, 10). Милосердие, однако, предпочтительнее, поскольку следует исправлять нравы, способствуя тем любви к правителю. Государю рекомендуется не присутствовать на казнях, порицая общепринятую в его время практику (Pol., IV, 9). В особых случаях следует карать многих и влиятельных персон, их следует «уничтожить всех словно бы одним ударом» (omnes tolli uno velut ictu). Это жестоко, но безнаказанность «умеряет ненависть у немногих, но озлобляет всех». Государь может смягчить последствия наказаний благодеяниями, а ответственность за особо жестокие действия следует перекладывать на министров, поскольку «толпу успокаивает этот довод» (Pol., IV, 11).
Рассуждение о толпе переходит в осуждение налоговой системы. Тяжёлое налогообложение народ воспринимает как алчность, и это вызывает всеобщую ненависть. Налоги надлежит смягчать, для чего Липсий предложил пять средств:
1. Монарх обязан разъяснять народу необходимость налогов. Здесь следует ссылка на Тацита: «не может быть спокойствия народов без армии, армии — без жалованья, а жалованья — без взимания налогов». Иными словами, монарх должен и отчитываться перед общественным мнением, и манипулировать им, что не ущемит его абсолютных прав, но позволит обрести широкую поддержку подданных. Если же народ нельзя вразумить, необходимо, по примеру Фемистокла, принуждать его (Pol., IV, 11).
2. Умеренность при взимании податей (modeste habenda Tributa; ut Moderatio servetur). Хороший пастух стрижёт овец, а не режет их. Кроме того, монарху надлежит не использовать «нечистые» пути получения доходов, например, налогов на туалеты. Налоги следует собирать по частям, разумнее не вводить новых податей (Pol., IV, 11).
3. Обуздание (Coerctio) налоговых чиновников. Следует тщательно отбирать чиновников налогового ведомства. Уличённых же в хищениях и злоупотреблениях «отстранять не без наказания» по принципу талиона: «Они наслаждаются деньгами, похищенными у других? Так пусть же потеряют то, что имеют» (Pol., IV, 11).
4. Правильное распоряжение (Dispensatio) налоговыми поступлениями. Монарх обязан помнить, что эти деньги принадлежат обществу, а не ему лично. Липсий цитировал Мецената, обращавшегося к Августу: «Великое богатство добывают не столько многими захватами, сколько малым расточением» (Pol., IV, 11).
5. Справедливость (Aequalitas) обложения. Оно должно быть «справедливым и единообразным (uniformis)», соразмерным возможностям населения. Для точного определения этих возможностей Липсий предложил восстановить цензовый учёт (Pol., IV, 11). Цензоры должны переписать всех налогоплательщиков с указанием возраста, потомства, семьи и состояния. Для этого цензоров следует наделить необходимыми полномочиями, но конкретно какими — гуманист не уточнял. Цензоры должны избираться народом (designet ipse populus) и из народа (legendi Censores a Populo), оптимальным их числом было бы 2—3 человека на город. Податные переписи следует проводить ежегодно, «вследствие миграций, смертей, увеличения и уменьшения состояний» (Pol., IV, 11).

### Контроль над частной жизнью
Цензоры должны не только заниматься ведением налоговых реестров, но и осуществлять «наказание за дурные нравы и роскошь, не предусмотренные в законах» (Pol., IV, 11). Цензура должна являться светским государственным органом, вписанным в аппарат управления. Она необходима по той причине, что люди, безнравственные в частной жизни, едва ли могут принести пользу обществу. Этими функциями должен заниматься Блюститель нравов (Praefectus moribus; magister veteris disciplinae), должность которого является избираемой. Блюститель должен контролировать роскошь, бороться с распутством, сладострастием, пьянством, бранью и клятвопреступлениями. Наказания за всё это должны налагаться без различия пола и возраста (Pol., IV, 11). Особо Липсий останавливался на необходимости искоренять праздность простонародья. Под «роскошью» имелся в виду контроль за чрезмерными тратами на жилище, пиры и одежду. Иными словами, цензура должна следить за чрезмерными расходами граждан и внедрять в общественное сознание другие ценности, определяемые по Саллюстию: «верность, порядочность, стыд, целомудрие», для чего следует «уничтожить жажду денег или, по возможности, уменьшить её» (Pol., IV, 11). Липсий даже упоминал о соответствии одежды и сословного положения, но не собирался предлагать законодательную регламентацию. В распоряжении цензора — штрафы и позорные наказания (Ignominia). Штрафы необходимы, поскольку на особо развращённых граждан не действуют увещевания, но применять штрафы нужны для особо закоренелых (in perseverantes). Цензура не должна быть суровой, более того, монарх должен был начать её внедрение с самого себя, «ибо жизнь государя — та же цензура, и притом беспрерывная». Добропорядочных граждан следует периодически награждать и тем поощрять добродетель в народе.

### Вооружённые силы

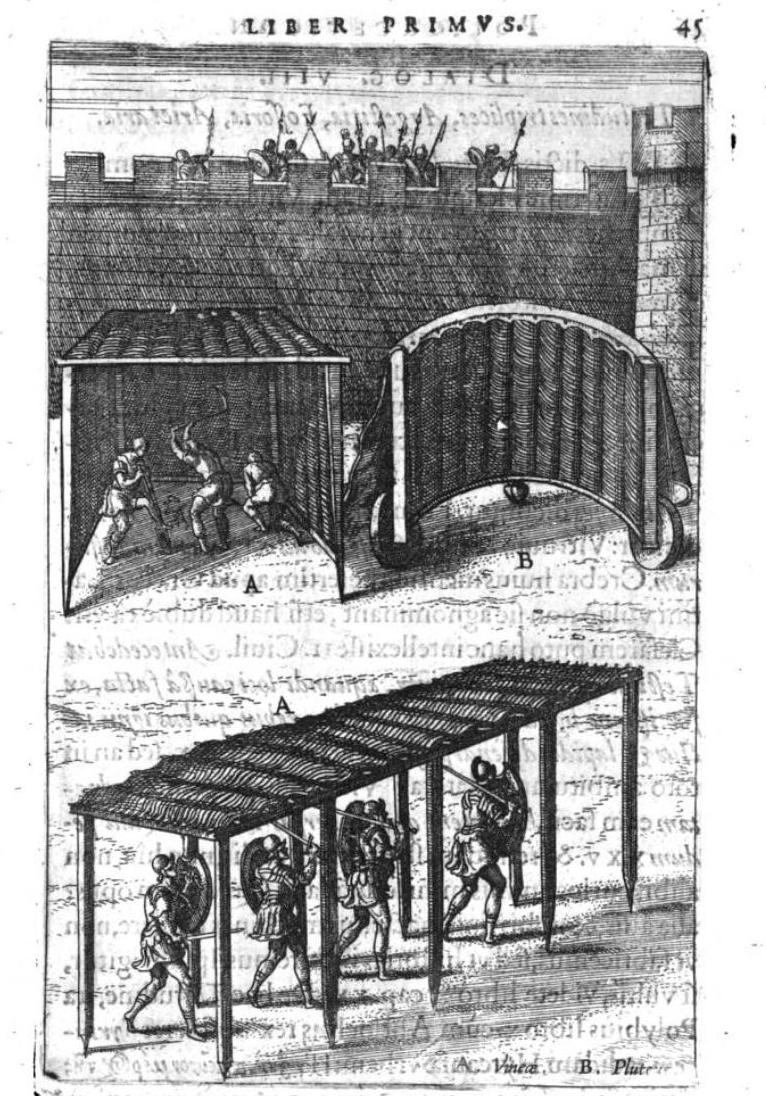
Иллюстрация из «Полиоркетикона» (комментария к Полибию) Юста Липсия

Армии в доктрине Липсия отведена роль во внешнеполитическом разделе. Управление строится не только на добродетели, но и на силе (Vis). Определение последней таково: «вооружённые силы (praesidium), которые государь использует во благо для защиты себя самого и страны». Этому посвящена вся пятая часть «Политики». Составляющими силы являются солдаты и укрепления. Первые делятся на личную охрану (Custodes) и регулярные войска (Ordinarii; perpetui milites), укрепления — на крепости (Arces) и города (Соlоnіае). Крепости пригодны для обороны границ и против внешнего врага, в случае гражданской смуты следует опираться на города. Численность армии должна быть соразмерна доходам и населённости государства, ибо для ведения войны требуется триада возможностей: материальное обеспечение, собственно, войско и стратегия и планы. Материальное обеспечение включает в себя деньги (Pecunia), продовольствие (Commeatus) и вооружение (Arma): снаряды (tormenta), орудия (machinae), порох, корабли, корабельное снаряжение и проч. Подготовкой всего этого необходимо заниматься уже в мирное время, поскольку в дни войны чрезвычайные поборы на нужды армии вызывают ненависть и потому опасны (Pol., V, 6).
Войско есть «вооружённая масса людей, способная атаковать и обороняться». Оно делится на солдат и военачальников, солдаты служат в пехоте и кавалерии. Липсий был одним из первых теоретиков XVI века, кто осознал значение пехоты, хотя связывал её важность не с военными факторами, а с организацией и финансами. Аргументация Липсия характерна: в армиях цивилизованных наций преобладает пехота, а у дикарей и варваров — наоборот. Содержать пехоту также дешевле, ибо сильную армию формируют набор (Dilectus) и дисциплина (Disciplina). Набор есть «обдуманный выбор тех, кто достоин носить оружие» (Pol., V, 7-8). Липсий рекомендовал набирать в армию собственных подданных, ибо их стимулирует любовь к родине и уважение к государю (Pol., V, 9). Монарху не следует бояться своих вооружённых подданных, хороший правитель им доверяет, и лишь тираны разоружают собственный народ (Pol., V, 10). Набирать в армию следует селян, горожане «дерзки и изнеженны». Особенно для армии хороши обитатели лесов и горцы, все, кто живёт в суровом климате. Призывать в армию следует по римскому обычаю 17-летних юношей; призывной возраст ограничивается 45 годами (Pol., V, 12).
Липсий не рассматривал многих проблем организации вооружённых сил. Он не рассматривал специально вопроса о вооружении, влияния артиллерии на тактику и стратегию и тому подобного. Общие принципы организации армии рассмотрены лишь в виде эскиза. Подобно Макиавелли, Липсий считал образцом для организации армии Древний Рим, порицал наёмничество. В отличие от Макиавелли, Липсий поставил вопросы единоначалия и воинской дисциплины.
Макс Вебер отмечал, что Юст Липсий через своего бывшего студента Морица Нассауского (а затем Густава Адольфа Шведского) был создателем новоевропейского института гражданской армии, с принципиально иным этосом военнослужащего, далёкого от средневекового рыцаря или ренессансного наёмника. «Именно дисциплина, а не порох, была тем, что начало трансформацию» армии, «а порох и вся связанная с ним военная техника стали значительными лишь с появлением дисциплины». Изменились отношения между солдатом и государством, основой армии стали чёткая иерархическая субординация, дисциплина и социальные обязательства солдат и офицеров.

### Государственная церковь
Религии (выражению внешнего благочестия) Юст Липсий отводил особое место в государстве, ибо считал её важнейшим институтом поддержания добродетели в обществе. Он цитировал Лактанция, заявляя, что «религия и страх Божий есть единственное, что охраняет взаимодействие между людьми» (Pol., IV, 11). Иными словами, в государственной политике религия есть нравственный регулятор, близкий к обычаю, основанный на чувстве и привычке. Сравнение «внешнего благочестия» с требованиями закона указывает на связь господствующей конфессии с государством в духе принципов Аугсбургского исповедания. Поэтому Липсий настаивал, чтобы в едином государстве господствовала единственная религия, ибо от религиозного беспорядка всегда происходят волнения в обществе (Pol., IV, 3). При этом он умалчивал о конкретной конфессии.
Религию Липсий увязывал с традиционными обычаями и много внимания уделял обрядовой стороне: необходимо заботиться, «чтобы священные обряды, усердно почитавшиеся в тяжёлые времена, не были преданы забвению в счастливые». Именно обряд способствует единству общества на обширных территориях и обеспечивает широкую коммуникацию, обеспечивая преемственность поколений и их традиций. Далее следовало решить вопрос о пределах вмешательства светской власти в религиозные дела. Выясняется, что монарх в гражданской области имеет две области благоразумия — человеческую (Humana) и божественную (Divina). Соответственно, во второй области «у монарха нет неограниченных прав в церковных делах; это не его занятие, но он может осуществлять некий надзор (inspectio), причём не столько ради контроля над церковью, сколько ради её защиты». С другой стороны, «Попечение о божественном» нужно в любом государстве, именно монарху подобает взять на себя эту обязанность (Pol., IV, 2). То есть на правителя возлагается обязанность предотвращения религиозного раскола, в том числе наказание еретиков, ибо «те, кто вводят новые божества, тем самым побуждают многих к перемене строя».
Заблужденцев в религиозных вопросах Липсий делил на две категории: публичных и индивидуальных (Privatim). По Ч. Макферсону, Липсий в этом смысле признавал никодимизм и в этом отношении оказал влияние на Т. Гоббса. Собственно, термин «заблужденцы» (Erronés) прилагается только ко вторым, первые являются бунтовщиками, вовлекающими в свои превратные представления других. С еретиками-мятежниками необходимо бороться со всей строгостью, что обосновывается ссылками на Киприана Карфагенского и Августина: «лучше, если погибнет единственный (unus), нежели целое (unitas)». Однако и в этом Липсий был далёк от экстремизма и советовал в первое время оставить еретиков в покое, поскольку «время исцеляет многое», а насилие провоцирует ответное насилие. Заблужденцев вообще не следует преследовать и наказывать (Pol., IV, 4). Кардинал Беллармин усмотрел в этом пассаже намёк на инквизицию, но поскольку сам осуждал террор, заявил, что Липсий правильно понял функцию инквизиции, требуя сначала убеждения, а потом уже наказаний.

## Историография. Память

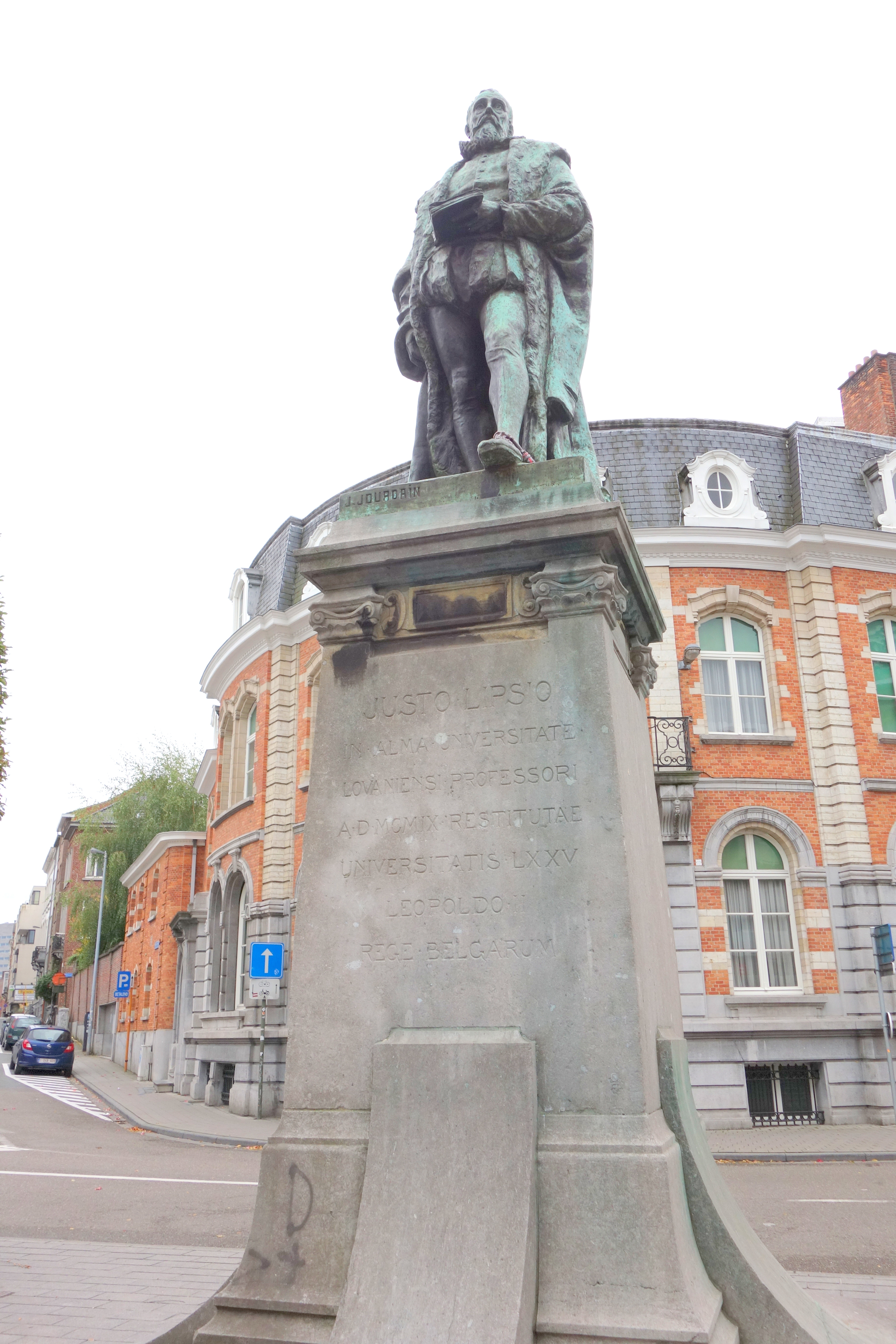
Памятник Липсию в Лувене

Ещё до кончины Липсия, в 1605 году англиканский богослов-неостоик Джозеф Холл опубликовал во Франкфурте памфлет, в котором описывалась фантастическая страна «Глупландия Переменчивая» (Fooliana the Fickle). На её монетах изображался Юст Липсий, облачённый в мантию, и хамелеон, а над ним помещалась надпись Constantia Lipsiana — «Липсиевое постоянство». Сам учёный в завещании запретил публиковать любые оставшиеся от него рукописи под страхом Божьей кары, в особенности это касалось переписки. Сразу после кончины Липсия была опубликована анонимная протестантская эпитафия с резкими нападками на него. В 1607 году католическая сторона опубликовала сборник «Посмертная слава Юста Липсия» (Iusti Lipsi … Fama postuma), воспроизведённый затем домом Плантена в первом томе его собрания сочинений. Туда была включена его биография, написанная учеником Воверием, который отстаивал искренность католических убеждений учёного и доказывал ценность его книг о чудесах. В ответ Гуго Гроций и Скалигер напечатали сборник «Эпикидий на смерть славнейшего и выдающегося мужа Юста Липсия» (Epicedia in obitum clarissimi et summi viri Iusti Lipsii), в котором восхваления бывшего коллеги перемежались обвинениями в адрес иезуитов, полностью подчинивших себе его.
В 1608 году ректор иезуитской коллегии Антверпена Карло Скрибани опубликовал «Посмертную защиту Липсия», в которой доказывал, что даже в Йене и Лейдене он оставался верным сыном католической церкви, а его антикатолические выпады были фальсифицированы протестантами. В 1609 году Обер ле Мир опубликовал подробную гуманистическую биографию Липсия, причём конфессиональный вопрос не был главным для её автора; герой был представлен как эталон учёного. Для Монтеня Липсий «самый образованный человек нашего времени, обладающий остро отточенным умом». Интерес к конфессиональным взглядам Липсия оживился в 1614 году, когда йенский профессор Томас Сагиттариус убедительно доказал авторство его антикатолических речей. Переписка Липсия увидела свет в Лейдене в 1724 году под редакцией П. Бюрмана; причём редактор проанализировал опубликованные и неопубликованные письма и выявил особенности отбора и авторской правки. Бюрман открыл создаваемый Липсием при жизни миф — утверждение образа последовательного во взглядах учёного, носителя добродетели постоянства. Напротив, неопубликованная переписка показывала полное отсутствие последовательности. Бюрман назвал его «рабом иезуитов». Интерес к личности Юста Липсия вышел за пределы церковных и академических учреждений: в 1679 и 1741 годах на сцене ставились драмы о нём; основой сюжета была борьба между научным взглядом на мир и поклонением Богородице. Пьесу 1741 года, возможно, написал И. Вайтенауэр.
Далее Липсий привлекал внимание лишь как филолог-латинист и только в XIX веке был заново поставлен вопрос о его вкладе в развитие европейской культуры. В 1852 году вышла монография Ш. Низара «Литературный триумвират XVI века: Юст Липсий, Жозеф Скалигер и Исаак Казобон», в которой он был провозглашён «рафинированным педантом», принимая во внимание его литературный стиль и филологические заслуги. Трактаты «О постоянстве» и «Политика» не привлекли внимания исследователя, последняя была охарактеризована как неоригинальная компиляция. Подобное отношение к его политическим работам высказывалось в 1950-е годы Дж. Сондерсом — автором специализированной работы о неостоической философии — и даже позднее. Вильгельм Дильтей в нескольких статьях проанализировал политическую этику Липсия и поставил её во взаимосвязь со стоицизмом, хотя и считал «Политику» «незначительным сочинением». Этот подход оказал существенное влияние на методы Г. Острайха. В 1886—1888 годах под редакцией Ф. ван дер Хегена увидела свет трёхтомная библиография всех сочинений Липсия на французском языке.

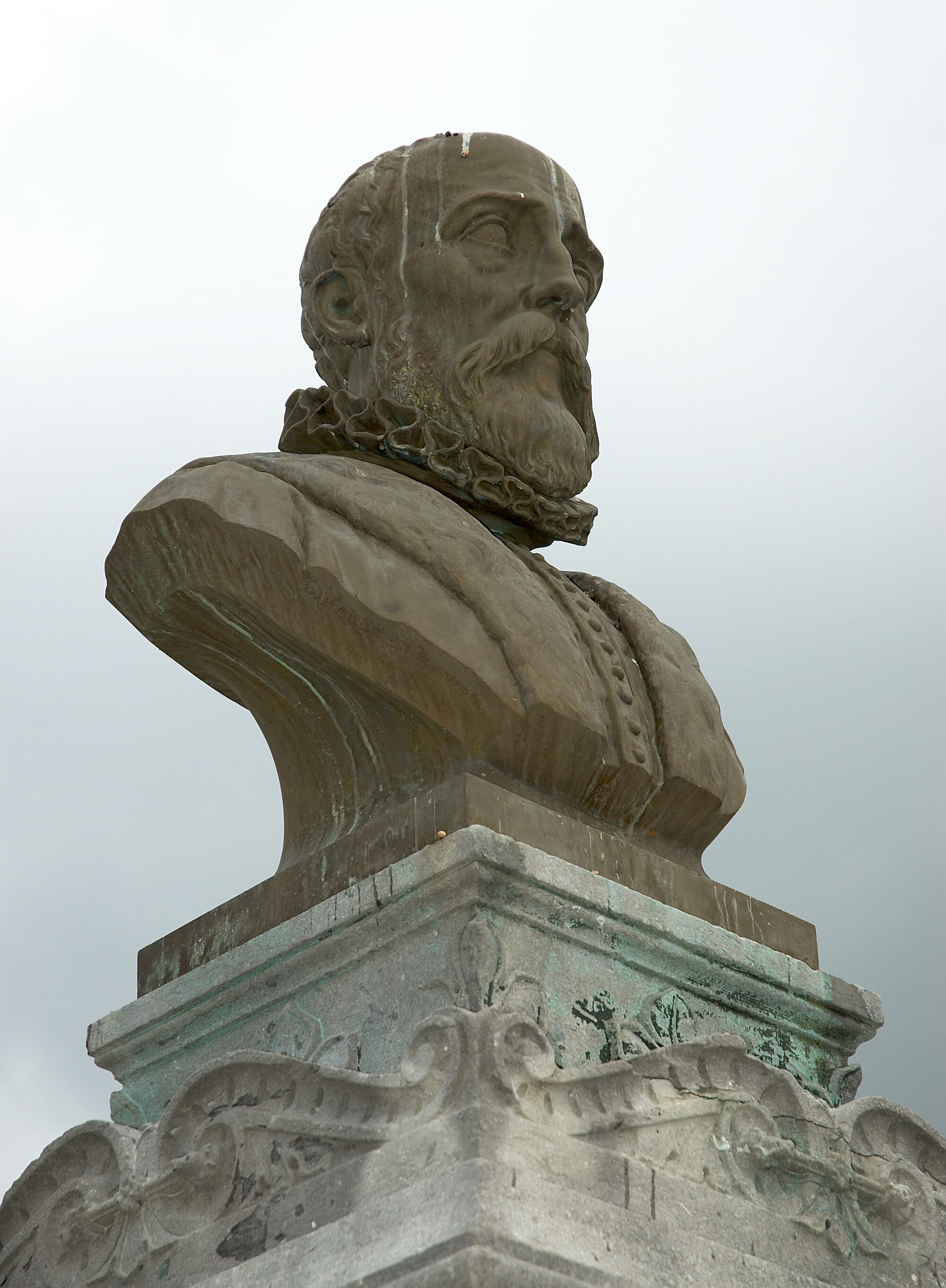
Бюст Юста Липсия в Оверейсе. Скульптор Эдуар Франсуа Маршан, 1853

В 1955 году вышла монография Джейсона Льюиса Сондерса, снабжённая обширным биографическим очерком и посвящённая анализу трактатов «Введение в стоическую философию» и «Физика стоиков». Липсий, однако, не рассматривался как самостоятельный мыслитель, а как посредник между стоической традицией Античности и европейским христианством конца XVI века. Монография способствовала усилению интереса к наследию Липсия. В 1960-е годы были защищены две диссертации о политической мысли Липсия. Наконец, в 1982 и 1989 годах увидели свет две монографии немецкого историка-конституционалиста Герарда Острайха, который занимался этой тематикой с 1940-х годов. Острайх попытался представить Липсия как одного из вождей европейского гуманизма того времени, «недостающего звена между Боденом и Гоббсом», мыслителя, который заложил теоретический фундамент государства Нового времени. Ойстарх предложил интерпретацию стоицизма не как теоретического учения, а как реальной службы на благо обществу. Неостоицизм благодаря Липсию стал международным «политико-военным» движением, связанным с утверждением абсолютизма. Липсий внёс также важный вклад в милитаризацию политической власти. Усиление интереса к наследию Юста Липсия выразилось и в проведении нескольких международных конференций — в 1987, 1994 и 1997 годах.
Определение философской доктрины Юста Липсия именно как «христианского» стоицизма было введено католическим исследователем А. Штойером в монографии 1901 года, посвящённой трактату «De Constantia». Липсий в этом исследовании был представлен как обновитель стоицизма, отошедший от стоического пантеизма и ориентировавшийся на теологию. Далее эта линия была представлена в диссертации Леонтины Занта 1914 года. В российской историографии подобные рассуждения были представлены в монографии А. А. Столярова, автор которой не был специалистом по новоевропейской мысли и считал Липсия французом. Стоицизм Липсия, по Столярову, «есть сумма полезных советов, которые нужны доброму христианину». Соответственно, главной задачей неостоицизма было «помочь христианину стать лучшим христианином». Напротив, Дж. Сондерс в монографии 1955 года «Юст Липсий. Философия ренессансного стоицизма» пытался обосновать гуманистический характер философии Липсия через связь рационализма Стои и Ренессанса. Однако ренессансный гуманизм сводился в его понимании почти целиком к посредничеству между античной и христианской мыслью. Встречалась и прямо противоположная традиция, так, Г. Вервлиет прямо говорил о разрыве Липсия с христианством, а П. Скриверс и П. Маршо вообще рассуждали о его паганизме. Эти оценки были сделаны на основе трактата «О постоянстве», от анализа которого отказался Сондерс. По Жаклин Лагре, Липсий действительно пытался примирить Стою с христианством и при этом ассимилировал положения «естественной религии».
Питер Бёрк в статье для «Кембриджской истории политической мысли» (1991) представил в едином контексте Липсиев
«государственный интерес» и «тацитизм». Напротив, историки-иезуиты Р. Бёрли и Дж. Ботеро стремились показать Липсия как основателя контрреформационной концепции, направленной против Макиавелли, то есть он разрабатывал «христианский государственный интерес». В России определённый интерес к Липсию был представлен в петровскую эпоху в связи с переводом на русский язык в 1721 году трактата Monita et exempla, ошибочно воспринимаемого в историографии как перевод «Политики» или комментария к Тациту. Целый ряд работ, посвящённых Ю. Липсию, опубликовала с конца 1990-х годов О. Э. Новикова, включая единственную комплексную монографию обо всём его творчестве на русском языке (2005). В 2011 году трактат «О библиотеках» впервые был переведён на русский язык антиковедом В. П. Поршневым.
Имя Юста Липсия носит здание в Брюсселе, в котором до 2017 года заседал Совет Европейского союза. Изображение Липсия было помещено на памятную монету 10 евро Бельгии 2006 года, выпущенную к 400-летию кончины учёного.

## Сочинения
- Iusti Lipsi De constantia libri duo, qui alloquium praecipuè continent in publicis malis. — Antverpiae : apud Christophorum Plantinum, 1571.
- Iusti Lipsi Electorum liber I. In quo, praeter censuras, varij prisci ritus. — Antverpiae : ex officina Christophori Plantini architypographi regij, 1580.
- Iusti Lipsi De cruce libri tres ad sacram profanamque historiam vtiles. — Romae : ex typographia Dominici Basae, 1595.
- Iusti Lipsi Politicorum siue Ciuilis doctrinae libri sex. Qui ad principatum maximè spectant. Additae Notae auctiores, tum & De vna religione liber. Omnia postremò auctor recensuit. — Antverpiae : ex officina Plantiniana, apud uiduam, & Ioannem Moretum, 1596.
- Iusti Lipsii Saturnalium sermonum libri duo, qui de gladiatoribus. — Antverpiae : ex officina Plantiniana, apud Ioannem Moretum, 1598.
- Iusti Lipsi De militia Romana libri quinque, commentarius ad Polybium. — Antverpiae : ex officina Plantiniana, apud Ioannem Moretum, 1598.
- I. Lipsi De recta pronunciatione Latinae linguae dialogus. — Antverpiae : ex officina Plantiniana, apud Ioannem Moretum, 1599.
- Iusti Lipsi Poliorceticōn siue de machinis. Tormentis. Telis. Libri quinque.. — Antverpiae : ex officina Plantiniana, apud Ioannem Moretum, 1599.
- Iusti Lipsi Dissertatiuncula apud principes item C. PlinI Panegyricus liber Traiano dictus, cum eiusdem LipsI perpetuo Commentario. — Antverpiae : ex officina Plantiniana, apud Ioannem Moretum, 1600.
- Iusti Lipsi Epistolarum selectarum centuria tertia miscellanea. — Antverpiae : Ex Officina Plantiniana, Apud Ioannem Moretum, 1605.
- Ivsti Lipsi de bibliothecis syntagma. — Antverpiae : Ex Officina Plantiniana, apud Ioannem Moretum, 1607.
- Justi Lipsi Orationes octo Jenae potissimum habitae, e tenebris erutae et in gratiam studiosae juventutis forás productae. — Darmstadii : excudebat Balthasar Hofmann, aere Johannis-Jacobi Porssij, 1607.
- Iusti Lipsi De vesta et vestalibus syntagma. — Antverpiae : ex Officina Plantiniana, apud Ioannem Moretum, 1609.
- Iusti Lipsi Manuductionis ad stoicam philosophiam Libri tres L. Annaeo Senecae, Aliisque scriptoribus illustrandis. — Antverpiae : Ex Officina Plantiniana, Apud Ioannem Moretum, 1610.
- Iusti Lipsi Diva Virgo Aspricollis nova ejus beneficia & admiranda, in ordinem selecta. — Lovanii : apud Henr. Hastenium & Petr. Zangrium, 1623.
- Justi Lipsi Politicorum sive civilis doctrinae libri sex : qui ad principatum maxime. — Amsterdami : apud Guilielmum Blaeu, 1632.
- Iusti LipsI V.C. Opera omnia, postremum ab ipso aucta et recensita nunc primum copioso rerum indice illustrata. — Antverpiae : ex Officina Plantiniana Balthazari Moreti, 1637.
- Iusti Lipsi Physiologiae Stoicorum libri tres. — Lugdunum Batavorum : ex officina Ioannis Maire, 1644.
- C. Cornelii Taciti Opera quæ exstant, a Iusto Lipsio postremum recensita, eiusque auctis emendatisque commentariis illustrata item C. Velleius Paterculus cum eiusdem Iusti Lipsi auctioribus notis. — Antverpiae : ex officina Plantiniana Balthasaris Moreti, 1648.
- Justi Lipsi Monita et exempla politica. Libri duo qui virtute et vitia principum spectant. — Vesaliæ Clivorum : ex officinā Andreæ ab Hoogenhuysen, 1671.